# Dunabogdány
Dunabogdány (németül: Bogdan, szlovákul: Bohdanovce) község Pest vármegyében, a Szentendrei járásban, a budapesti agglomeráció része.

## Fekvése

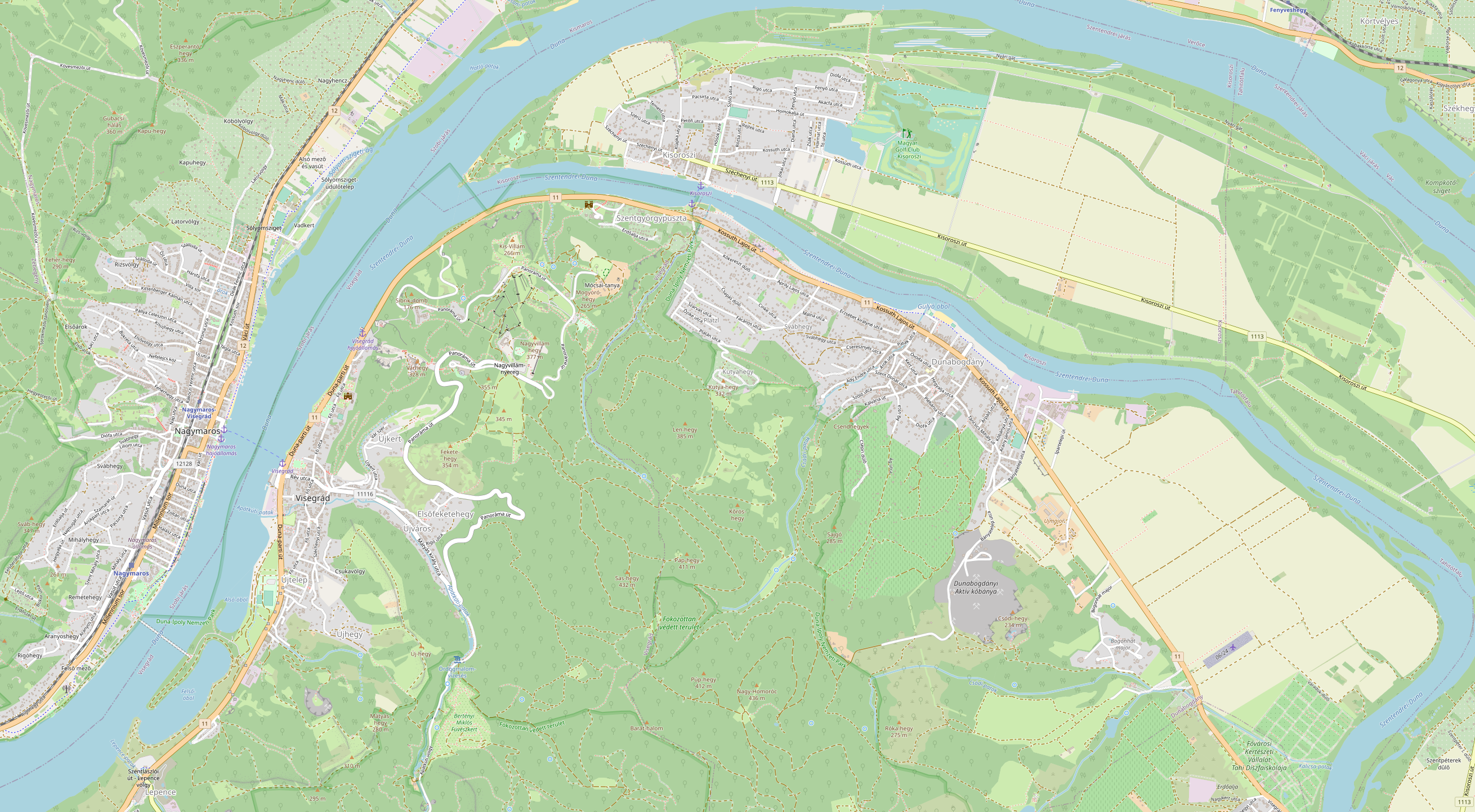
Dunabogdány és környékének térképe

A település a Dunakanyarban, a Szentendrei-Duna-ág mentén, a Visegrádi-hegység (régi térképeken a Pilis) lábánál, a 11-es főút mentén terül el.
Távolsága: Budapesttől 35, Szentendrétől 18, Visegrádtól 5, Esztergomtól 30 kilométer.
Szomszédos települések: Visegrád, Kisoroszi, Tahitótfalu és Pilisszentlászló.
Dunabogdány határos a Duna–Ipoly Nemzeti Park  területével.

## Története

### A kezdetek
A településen folytatott régészeti feltárások alapján arra lehet következtetni, hogy a mai Dunabogdány területét igen kedvező természeti adottságai miatt már az őskorban is lakták. A domb- és hegyvidék, valamint a közelben folyó Duna már régóta megfelelő élőhelyet biztosított az ember számára. Az ásatások során előkerült réz-, bronz-, vaskori kultúrák tárgyi emlékei folyamatos emberi jelenlétről tanúskodnak a térségben.
A település jelenlegi lakott területéhez közel a szakirodalom 17 régészeti lelőhelyet jelöl, ahol őskori edénytöredéket, késő bronzkori cserepeket, avar kori sírokat, Árpád-kori és középkori edénytöredékeket találtak.

### Római kor
Cirpi a település Tahi felőli határában, a Szent János-patak vagy Ásvány-patak bal partján húzódó Váradok-dűlőben, közvetlenül a Duna partján feküdt a Római Birodalom (Pannonia provinciabeli) keleti határ- és védvonalának (limesének) katonai tábora. Az erőd körvonalát még ma is jól ki lehet venni a terepen. Feltárását Szalay Ákos kezdte meg 1930-ban, azóta nem volt benne kutatás.
A legkorábbi castellum, egy palánktábor az 1–2. század fordulóján épült, és talán hármas árokkal rendelkezett. A kőerőd a 2. század derekán, de inkább második felében létesült, falát a palánktábor egyik árkába alapozták. Mérete 124×147 méter, falvastagsága 1,2 m. Egyik belső saroktornya ismert: 2×2,2 m nagyságú. A késő római átépítése I. Constantinus vagy II. Constantinus idején történt. Ekkor a sarkokon legyező alakú tornyok és valószínűleg patkó alakú oldaltornyok épültek. A 4. század végén, Valentinianus uralkodása idején (364–375) az erőd délkeleti sarkában egy 17×16,5 m belvilágú 1,6 m falvastagságú kiserődöt építettek. A római kori építészeti emlékeket legszebben egy Silvanus oltárkő őrzi, amely a visegrádi Salamon-toronyban tekinthető meg.
Az erőd mellett állt az egykori canabae, a táborhoz épült város. Az itinerariumokban (útleírások) mint mansio (meghálóhely) szerepel. A Notitia Dignitatum szerint a castellumban az equites Dalmatae, auxilia Fortensia és a praefectus legionis secundas adiutricis katonái állomásoztak. Két előkerült felirat szerint a cohors II Alpinorum equitata jelenlétével is számolni kell.
Az ásatások tanúsága szerint Castrum Cirpi helyén a középkori Várad nevű falu állt. A falu értelemszerűen a római katonai erődítményről kaphatta a nevét. Az említett terület mai neve Váradok-dűlő, tehát a „Cirpi” megnevezés nem Bogdány római kori neve, hanem Várad falué, illetve a ma közigazgatásilag Dunabogdányhoz tartozó Váradok-dűlőé. A későbbiekben „Pusztatemplomként” is emlegette ezt a területet a népnyelv. A Cirpi helyén, illetve közelében állt Várad falut 1566 körül pusztították el a törökök.

### A népvándorlás kora

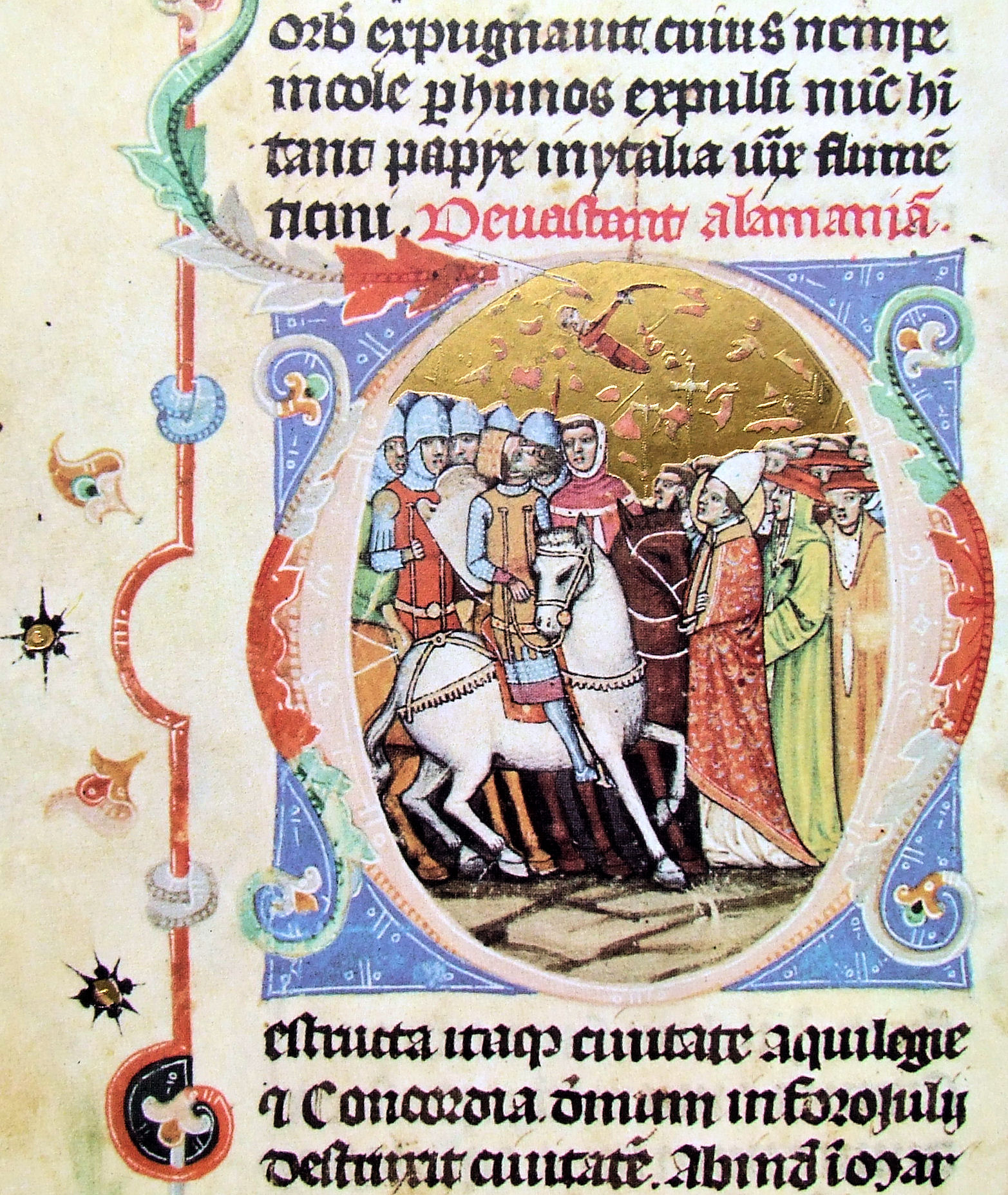
Attila és Leó pápa

409–433 között a hunok teljesen elfoglalták a Római birodalom Pannonia nevű provinciáját, és 453-ig, Attila haláláig a hunok uralták ezt a vidéket is. A korábbi pannoniai provinciák teljesen elvesztek, és az 5. század végére a terület teljesen elveszítette római jellegét. A hunokat a germán népcsoportba sorolt longobárdok követték.
Az Avar Kaganátus megalakítását 568-tól számíthatjuk, amikor a Kárpát-medence kizárólagos uraiként ide helyezték központjukat. Éltek itt még gepidák, szarmaták, szláv és bolgártörök. A frankok 796-os és 803-as támadásai az Avar Kaganátus összeomlásához vezettek. Ennek ellenére az avar népesség még bizonyíthatóan fennmaradt a 10. századig. Bogdány területéről avar kori sírok is kerültek elő, az egyikben pedig griffes-indás övkészletet találtak.
A 9–10. században az avarok mellett a szlávok megjelenése figyelhető meg, akik viszonylag békésen éltek egymás mellett. A szláv jelenlétre utalhat egyes környékbeli települések elnevezése például Visegrád, Lepence, de egyes vélekedések szerint a Bogdan település név is szláv személynévi eredetű lehet, jelentése „Isten ajándéka”. Györffy György véleménye szerint azonban a szláv eredetű helynevek nem a honfoglalás előttről származnak, hanem már az Árpád-korból. Ugyanakkor a szláv helynevek másodlagos, a honfoglalás utáni eredetét is fel lehet tenni:
„…a 895-900 között beköltözött magyarság egy esetben sem vette át korábban itt létező falvak, várak, városok nevét, s a honfoglalás a helységneveket illetően tabula rasa-t teremtett. A régi lakhelye közelében maradt szláv lakosság és elszórt avar-kori onogur-bolgár maradvány népesség csak vízneveket mentett át a 9. századból, melyek másodlagosan falunévvé is válhattak azokon a helyeken, ahol a terület ura településhelyet jelölt ki a községnek.”

### Árpád kor

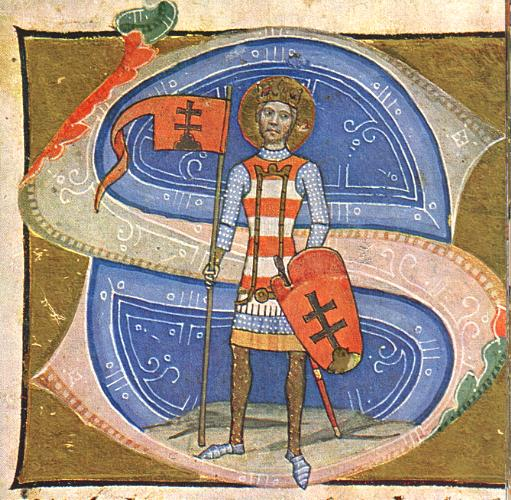
Szent István a Képes krónikában

A régészeti kutatások bebizonyították, hogy Esztergom (Solva), Visegrád (Pons Navatus), Szentendre (Ulcisia Castra), Dunabogdány (Cirpi), Óbuda (Aquincum) római táborhelyeit a honfoglaló magyarok erődítményként használták, akik a hunok és avarok örököseinek tekintették magukat. Bogdány területén találtak honfoglalás kori sírokat. Az egyik ilyen sírból egy „madárábrázolásos fejesgyűrű” került elő.
A fent felsorolt települések és a Pilis területe központi szerepet töltött be a magyar állam kialakulásának időszakában és a későbbi Magyar Királyságban is. A terület ezer szállal kötődik az Árpád-házi és a későbbi magyar királyokhoz is. Ebbe a „királyi területbe” tartozott Bogdány falu is, ahol a királyi pilisi erdőség erdőőrei laktak ekkor a dokumentumok tanúságai szerint.
A mai Dunabogdány területén tulajdonképpen három középkori falu, illetve településrész helyezkedik el: Bogud-Bogun (ma Bogonhát dűlő), Bogdan-Bagdan (a mai Bogdány falu magja) és Warad-Várad (a mai Váradok-dűlő területén lévő, és Cirpi romjaira települt falu).
Bogdány, illetve a későbbi Dunabogdány első írásos említése 1285-ből, tehát az Árpád-korból származik.
1285. március 14. után IV. László magyar király Visegrádhoz csatolta a Rosd nemzetségbeli Herbord fiainak, Márknak és Miklósnak Maros nevű földjét, amiért cserébe a király nekik adja a pilisi erdőőrök Bogud (Bogun) nevű földjét. Az új birtokosokat Eyza nevű Pilisi ispán-visegrádi várnagy mint királyi ember, és a váci káptalan küldötte iktatta be a nevezetteket a birtokba, március 14-én.
Bogud határát így írják le: „a Csódi nevű hegynél kezdődik egy körtefa alatt, innen kissé keletre fordulva a Duna felé van egy határjel, innen Lagan nevű bereknél van egy határjel, ezután egy kaszáló körül halad, majd egy szilfánál van három határjel. A kaszáló végén kissé tovább haladva sűrű bozót alatt van három, a Dunához közel egy út mellett újabb három határjel, majd kissé továbbmenve a határ a Duna mellett, a Kecskesziget felső végéhez közel végződik.”
1287. augusztus 23. Esztergom. Lodomér esztergomi érsek a Nyitra vármegyei Gyórok (Gyarak) birtokát Leki Pazman fiainak, Vencelnek, Istvánnak, és Domonkosnak engedi át csereképpen Bogdan birtokáért.

### Anjouk és Hunyadiak kora

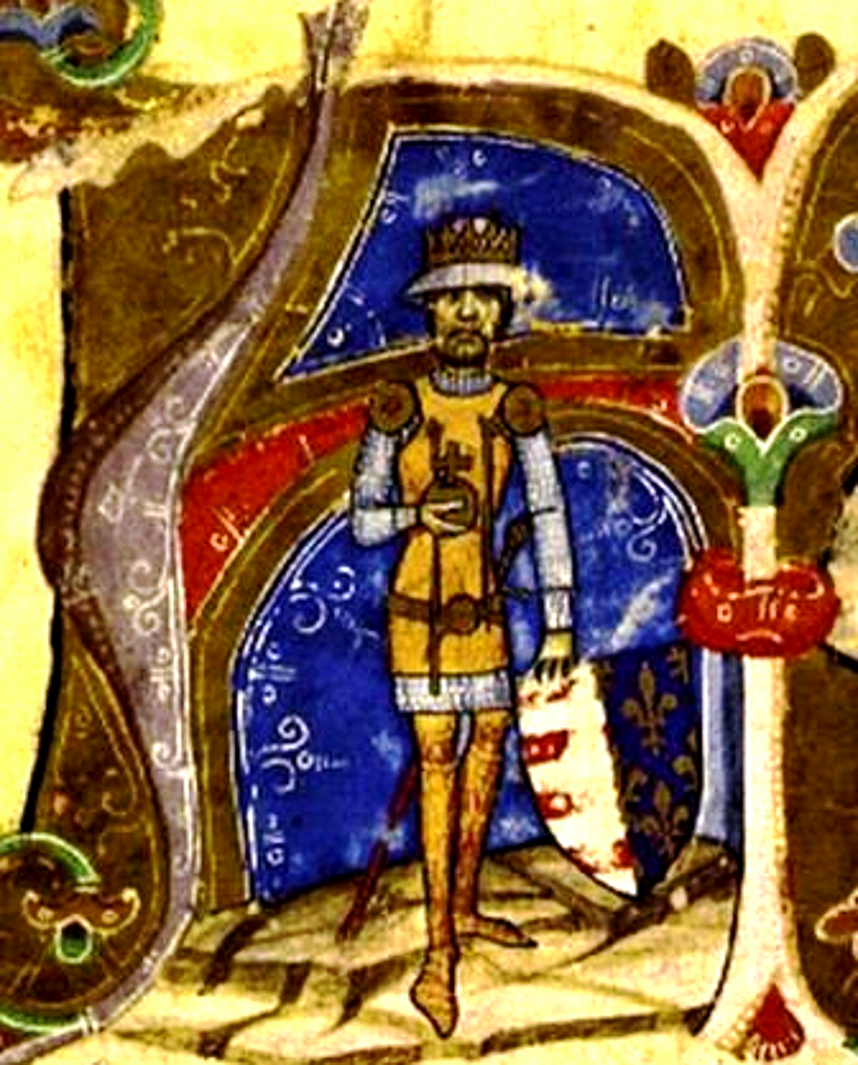
Károly Róbert

Bogdány a 14. és 15. században is jelentős királyi település. Lakói vámmentességet élveznek az Esztergom és Buda közötti úton, csak a nyulak-szigeti apácáknak kell vámot fizetniük. Sőt 1400-ban IX. Bonifác pápa még búcsút is engedélyez a bogdányi, Alexandriai Szent Katalinról elnevezett egyháznak.
1312. március 12. A veszprémi káptalan előtt Tamás esztergomi érsek tiltakozik az érsekségi birtokokon elkövetett hatalmaskodások miatt: többek között megemlítik, hogy egy Bede nevű úr feldúlta Bogdán birtokát.
1318-ban Bogdán és Szentendre újra királyi fennhatóság alá kerülnek.
1320. július 19. Buda. I. Károly magyar király elrendeli, hogy Szentendre és Bogdán népei, habár Esztergom és Buda között vámmentességet élveznek, a nyulakszigeti (Margit-szigeti) apácáknak járó vámot fizessék meg.
1329. szeptember 16. A budai káptalan előtt Jakab Bagdan-i, Lőrinc szentjakabi, János Kaluz-i (kalászi), Ferenc Jenew-i (jenői), és Péter Thelky (telki) plébánosok tiltakoznak, mert János Kezew-i (keszi?) plébános olyan beadványt készített a veszprémi püspök ellen, amelyen nevük a hozzájárulásuk nélkül szerepel, s amivel nem értenek egyet.
1345. március 2. Visegrád. Miklós nádor bizonyítja, hogy Heem fia Pál fia János hatodmagával tisztítóesküt tett, hogy a Várad faluban lakó Gyan, és a Szentendrére való Perhold fia Jakab varga királyi várjobbágyoktól nem raboltatott lovakat és szénát.

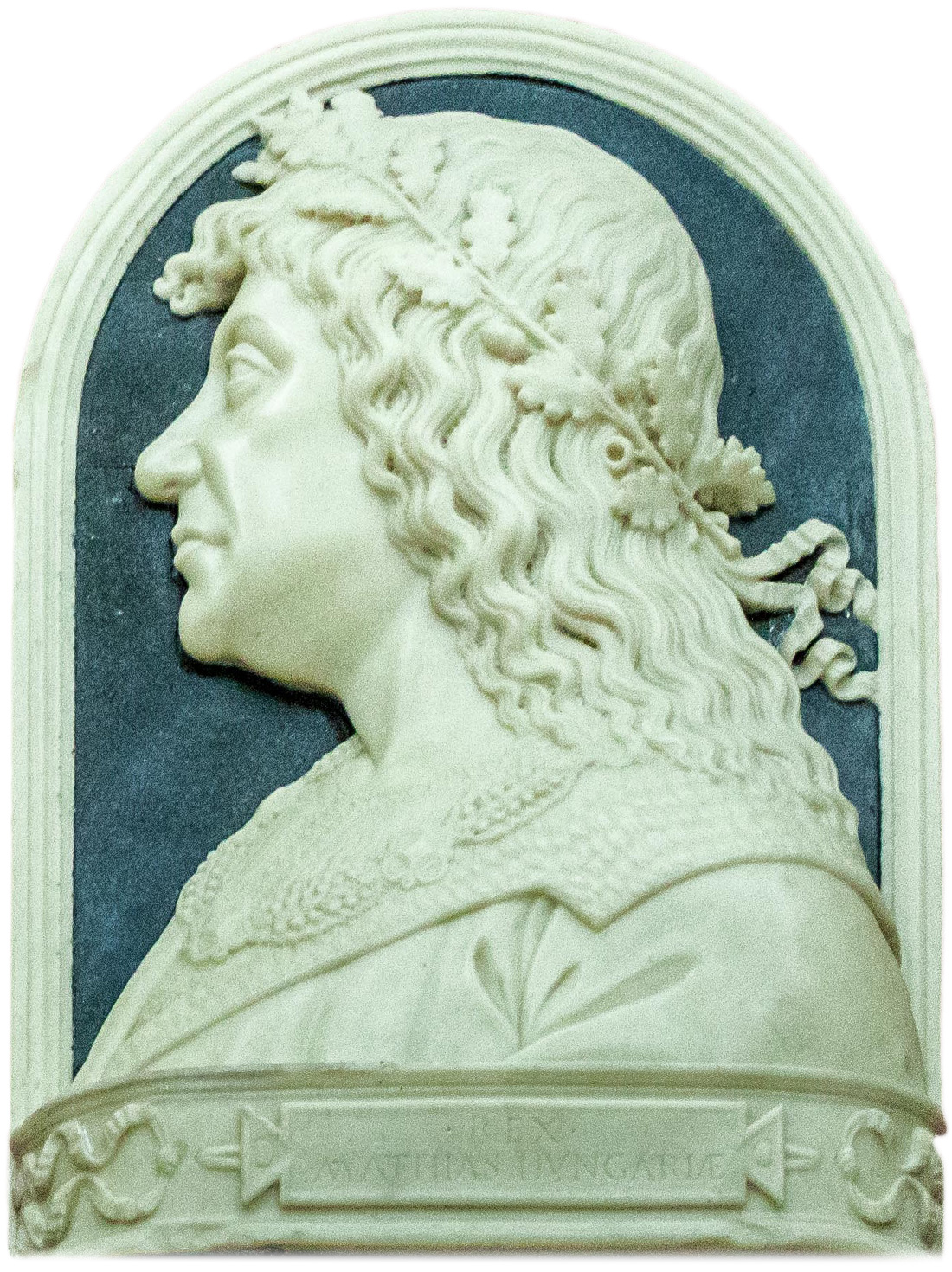
Hunyadi Mátyás

1397. február 8. Visegrád. Zsigmond magyar király bizonyítja, hogy a lefolytatott vizsgálat szerint, amikor Benedek fia András Szentmariai Lőrinccel való perében a királyi kúriába akart menni, Bogdanrév (Bogdánnyal szemközt, a szigeten lévő falu) királyi falu lakosai – György plébános, Polgar (dictus) Tamás, és a dunai révészek vallomása szerint – nem akarták átszállítani jégzajlás miatt, s így az országbíró a késés miatt megbírságolta.
1400-ban IX. Bonifác pápa a bogdányi plébánia egyháznak búcsút engedélyez, amikor is alexandriai Szent Katalinról nevezett egyházról történik említés. Magyar katolikus lexikon
1407. március 24. Buda. Ozorai Pipó temesi és sókamaraispán utasítja a fehérvári sókamarást, hogy a veszprémi püspöknek utaljon ki 1800 forint értékű sót – többek közt – a Visegrád várához csatolt Keze, Kaloz, Zenthe, Pomaz, Szentendre, Leanfalu, Tah, Várad, Bogdan, és Kissén dézsmajövedelmének kárpótlásaként, minthogy ezt részben Gergely kápolnaispán, részben Corbaviai Károly visegrádi várnagy jogtalanul szedte be.
1464. I. Mátyás magyar király értesíti a Bogdan és Szentendre birtokokon élő királyi jobbágyokat, bár I. Károly király őket az Esztergom és Buda városok közt fizetni szokott vámok alól felmentette, de mivel a király utóbb a szigeti apácáknak olyan oklevelet adott, hogy az említett kiváltságot visszavonva ők is tartoznak az apácák javára vámot megfizetni, utasította a visegrádi várnagyot, akinek kötelességévé tette jogaik megvédését, hogy a vámot illetőleg nekik védelmet ne nyújtson.>

### Török hódoltság kora
1526. augusztus 29-én a mohácsi csatában a magyar hadsereg megsemmisítő vereséget szenvedett a töröktől. A törökök nagy pusztítást végeztek Budán és portyázó csapataik Visegrád felé is elindultak. A vár környékén lakó falvak tudomást szereztek a török jöveteléről, és a királyi udvartól és katonáitól elhagyatott visegrádi fellegvárba menekültek. Minden bizonnyal a közelben lakó bogdányiak is. A parasztok nem voltak képzettek a harcászat mesterségében, így nem sok esélyük volt a megvédeni önmagukat és a várat. Az isteni gondviselés azonban a márianosztrai kolostorból a kardforgatásban is járatos pálos szerzeteseket küldte a várba összesereglett népek segítségére. A portyára indult török csapatok hamarosan megjelentek a vár alatt, és támadást intéztek a fellegvár ellen. A pálos szerzetesek vezetésével azonban sikerrel védte meg magát a környék lakosságából verbuválódott védősereg.

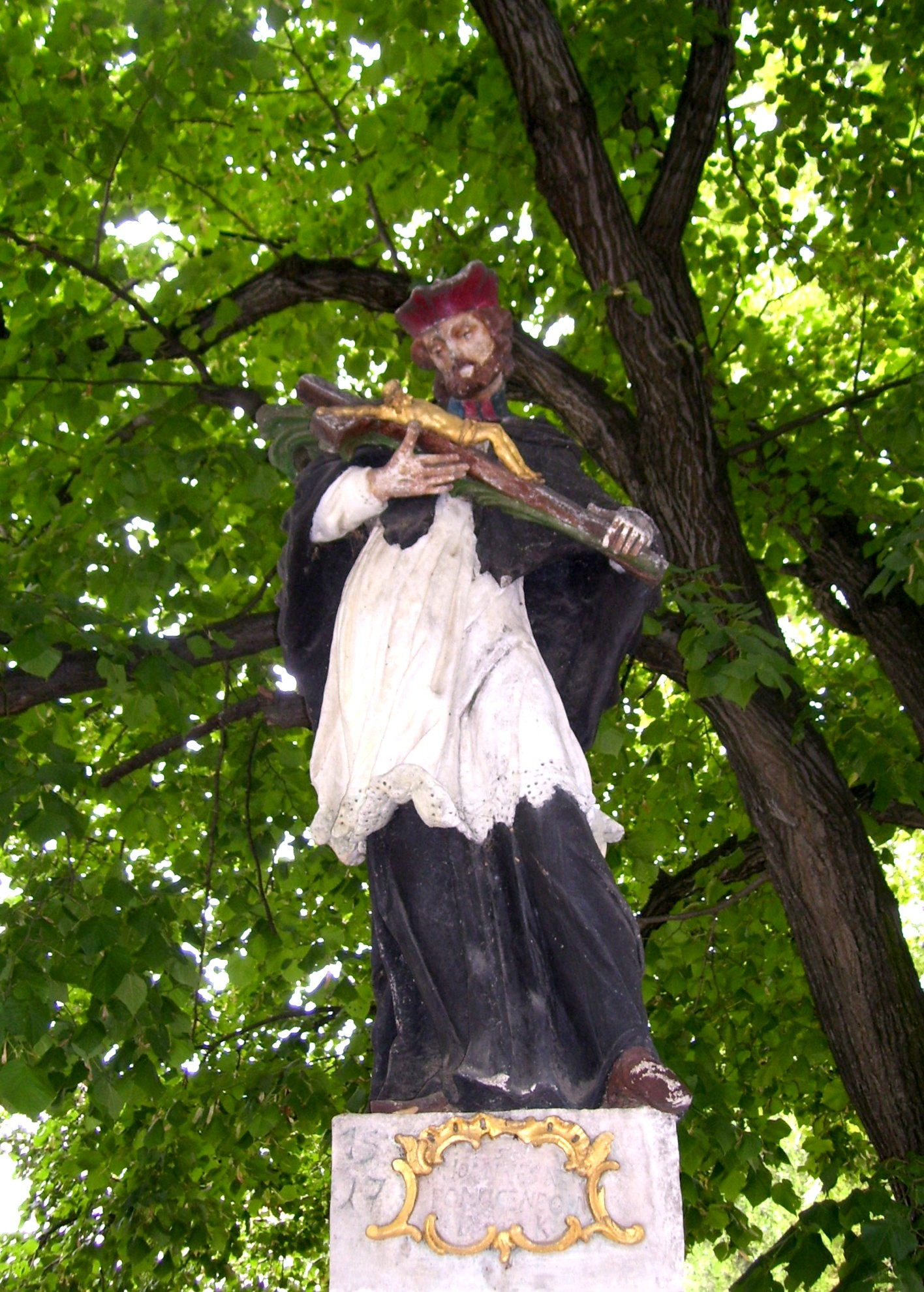
Nepomuki Szent János szobra

A bogdányi Szent János téren álló Nepomuki Szent János-szobor kőtalapzatának bal felső sarkában még ma is jól kivehető egy évszám ebből az időből: 1527. Egy helyi legenda is kapcsolódik a szoborhoz: „A cseh király a budai várnak ajándékozott egy igen szép Nepomuki Szent János kőszobrot. Amikor 1526-ban a törökök elől a budai várból menekíteni kezdték az értékeket, akkor ezt a szobrot is a visegrádi várba akarták szállítani, de a szállítóeszköz Bogdányba érve elromlott. A szállítók ezért itt hagyták a későbbi továbbszállítás reményében. Időközben megjelentek a törökök, de a bogdányi lakosság még az érkezésük előtt elásta a szobrot, így az megmenekült a török pusztításától. A török visszavonulása után, 1527-ben a bogdányiak kiásták a szobrot és elhelyezték ugyanazon a helyen.”
1544-ben a török elfoglalta Visegrád várát, így feltehetően ekkor kezdődött Bogdányban is a török kor. A törökök rendszeresen összeírták az egyes településen lakó családfőket, hogy tudják, mennyi adóra tarthatnak számot. Bogdány szultáni hász-birtokként szerepel az összeírásokban.
Az 1546. és 1559. évi török összeírásokban az alábbi régi családnevek fordultak elő, melyek a legkorábbi ismert bogdányi és váradi családnevek::
* Bogdány: Bán, Bátor, Botos, Erdős, Gellérd, Görci, Hévíz, Jancsi, Krisztián, Kustán, Magyar, Maróti, Mészáros, Nagy, Nitra, Pap, Takács, továbbá Visegrádról jöttek még: Áfra, Csosotó?, Erdős, Hévizi, Horvát, Kassai, Kós, Kuti, Pásztor, Sós, Takács, Varga, Tód (Tóth).
* Várad: Bordi, Cse, Fehér, Jakus, Kis, Kuruzsol, Lenhárd, Nagy, Pacsal?, Szanyi, Sáfár, Szél.
1546 és 1590 közötti összeírásokban a bogdányi családfők száma 33 és 40 fő között mozog, ami igen jelentősnek számít, ha összehasonlítjuk Szentendrével (19-33 fő), Tótfaluval (27-60 fő), vagy éppen Óbudával (40-90 fő).
A szomszéd Várad falut, több más környékbeli településsel együtt 1566 körül tatár hordák felégették. A lakosok nem haltak meg mind, néhányuknak sikerült elmenekülni, de Várad nem népesült be többé.
Bogdány lakosai ebben az időszakban – a török összeírások szerint – mezőgazdasággal, gyümölcstermesztéssel, borászattal, méhészettel, sertéstartással és erdőgazdálkodással foglalkoztak, továbbá két malmuk is volt. 1562-ben, a borászat szempontjából legjobb évben 5274 pint volt a musttized, amiből arra lehet következtetni, hogy megközelítőleg 800 hektoliter mustból készítettek ekkor bort. A bogdányi dinka (török dinka) szőlő a településről származik és innen kapta a nevét is.
Bogdányban 1580 és 1582 között már biztos, hogy önálló református gyülekezet élt, mert amikor Szegedi Kis István végiglátogatta ezekben az években a Pesttől északra fekvő gyülekezeteket, akkor Bogdányt is említette. Valószínűleg az itt lakók áttértek a katolikusról a református hitre. 1626-ból ismerjük név szerint az első prédikátort Barsi György személyében. Az oktatás a református iskolában 1640 körül kezdődött.
1659-ben idősebb Zichy István váltotta magához 57 518 forintnyi zálogösszegért a komáromi váruradalmat, melynek része volt a török hódoltság alatt lévő óbudai uradalom és így Bogdány is.
1663-ban Újvár török elfoglalása után hajóvontatásra használták a törökök a bogdányiakat és a környékbeli népeket.
A török hódoltság kora alatt Bogdány és a többi környéken lévő település két úrnak, a töröknek és a komáromi váruradalomnak is adózott (kettős-adóztatás).

### A török kiűzése és Habsburg uralom kezdete
Visegrád és környéke a török megszállás alól 1684. június 13-án szabadult fel a mintegy 40 ezer fős szövetséges császári haderőnek köszönhetően, amelyet Lotaringiai Károly herceg vezetett. De a siker csak átmeneti, mert a törökök hamarosan visszafoglalták a várat, amelyet csak 1686-ban adtak fel végleg. A törökök visszavonulásáról egy helyi legenda maradt fenn:

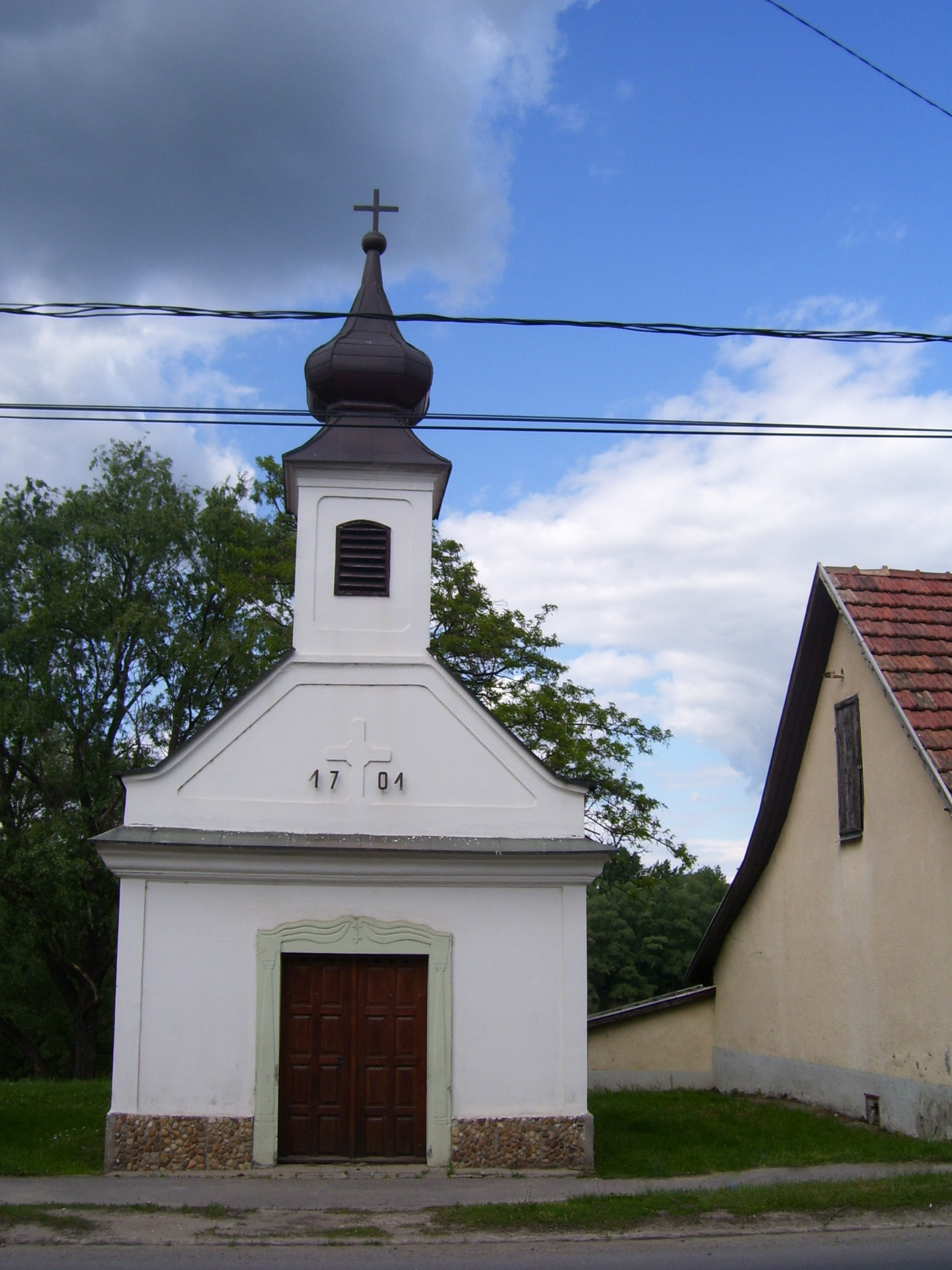
Szent Rókus-kápolna, 1701

A török seregek legjobb katonái a janicsárok voltak. Ezeket mint elrabolt gyermekeket nevelték a kardforgatásra. A visegrádi várba lévő törökök birtokában kb. 40 ilyen gyerek volt. Amikor a törökök visszavonultak a visegrádi várból, magukkal hozták, de a mai Szent Rókus-kápolna helyén lefejezték őket. A bogdányi lakosság a töröktől való félelmében az erdőbe menekült. A törökök a Szent Rókus-kápolna helyén fahidat (pontonhidat?) vertek, majd ezen áthaladva, a szigetre érve, Vác irányába indultak el. Ezután a Nagy-Dunán újra átkeltek az ott épült fahídon, és csatlakoztak a török fősereghez. Az elmenekült bogdányi lakosság egy hét múlva visszatért, megtalálták a gyermekek tetemét, és tömegsírba helyezték őket. 1701-ben e gyermekek kegyeletére épült a Szent Rókus-kápolna. Meg kell jegyezni, hogy a sírokról a területileg illetékes Múzeumnak nincs tudomása.
Feljegyzésre került, hogy 1686-ban a felszabadító háború idején a bogdányiak futni kényszerültek, és az 1688-ban újra itt talált 15 családnak 18 méhkason és 18 kapás szőlőn kívül semmi jószága nem maradt, egyetlen állata sem. A tönkrement, elszegényedett, elvadult megyét, a garázda császári hadak és a kóbor szabadlegények prédálták.
Bogdány túlélte a török időket. Lakosai ekkor tisztán református hitre tért magyarok voltak. A török kor, a felszabadító háborúk, a felszabadító császári katonák általi sanyargatás, a Rákóczi-szabadságharc (1703–1711), és az 1708–1710 között pusztító pestisjárvány nem kedveztek a falu fejlődésének, de Bogdány lakosai mindezeket túlélték, akik vész esetében rövidebb-hosszabb időre az erdő, vagy a sziget védelmébe menekültek.
A török kiűzése nem Magyarország saját erejéből történt meg, hanem I. Lipót német-római császár vezetésével. Az egykori török hódoltsági területeket a bécsi udvar új szerzeménynek tekintette, amellyel a fegyveres hódítás jogán (Neoacquistica Commissio) szabadon rendelkezhet.
Az új helyzetben a bécsi udvar a lakosság számának növelése és a gazdaság talpra állítása mellett Magyarország elnémetesítését és rekatolizációját is célul tűzte ki. Ebben a császár különösen buzgó híve volt Kollonich Lipót esztergomi érsek, aki A Magyar Királyság berendezése – Einrichtungswerk des Königreichs Hungarn – című művében a rebellis Magyarország elnémetesítésére tett javaslatokat. II. Rákóczi Ferenc írta emlékezéseiben, hogy többször hallották Kollonichtól e szavakat: „Faciam Hungariam captivam, postea mendicam, deinde catholicam”, azaz Magyarországot előbb rabbá, aztán koldussá, végre katolikussá teszem.

### A bogdányi németek (svábok) betelepítése

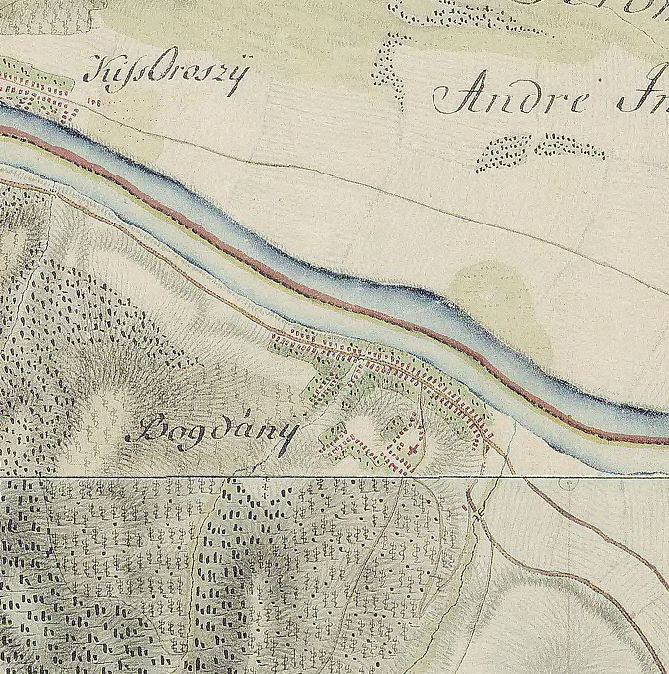
Bogdány az I. katonai felmérésen 1780–84

Új fejezet kezdődött a Bogdány életében, amikor 1723-ban a birtokos Zichy Péter a református magyarok mellé katolikus német családokat telepített be. Külön német bírót, 3–6 év adómentességet, letelepedési pénzt és kölcsönt, és Szent Mihály naptól karácsonyig tartó bormérést ígért számukra.
1725-ben az összeírók a 31 régi magyar családfő mellett már 72 új sváb családfőt vettek számba. A két nemzetiség aránya ekkor kb. 70% német és 30% magyar. Az összeírásból megtudhatjuk a régi bogdányi magyarok, és az első német vagy sváb telepesek nevét:
* Magyarok: Füstös István (bíró), Pintér Márton (albíró), Kiss György (II. albíró), Bakos István, Tóth János, Dubniczky János, id. Kovács István, Kosztan Ferenc, Kosztan János, Illés János, Sallay János, R.Szabó Márton, Bires Márton, Sallay András, Fábián István, Lukács Pál, Könczöl János, Marosy István, Hajdu György, Kustos János, Fábián Mihály, Barsi Márton, Polyák György, Varga András, Rosnai Bálint, Pintér István, Paloczky Pál (tót), Czako István, Fazekas Mihály, Kordany István, Bartos János.
* Németek: Hiutl János Jakab (bíró), Puch János György (albíró), Hoffmann János, Pehl János, Mornmann Ferenc, Lebih Péter, Hernes János, Rosskopf Henrik, Minen Jakab, Pohl Mátyás, Czimber Mihály, Degutr Bernát Ferenc, Vacz János György, Raischer Henrik, Heinrell Károly, Herold Mihály, Kaszler József, Petser Márton, Huber János id., Embter János, Soraich Ádám, Tager János, Vidrumb János, Vibert Konrád, Mayer Péter, Frich János, Nau Ferdinánd, Mayer János, Klein Jakab, Boneferr Mihály, Knedl József, Abholz Márton, Valter Jakab, Roy Konrád, Ertinger Mátyás, Melcher Ferenc, Kufard János, Krausz Mihály, Hesperger János, Marschall János, Naumiller Frigyes, Huber János ifj., Krecz Krisztián, Muh János, Pecz Dávid, Neb Kazimir, Pelcz Lőrinc, Bonafar Márton, Viderumb Mátyás, Herold János György, Eschenpaum Gáspár, Veczl Henrik, Bonafer Lénárd, Vainand Mihály, Kett Tamás, Mayhoffer András, Hermann Kristóf, Pister János, Zemer Tamás, Erbacher Márton, Hasimrich János, Klespis Frigyes (Dominium benedicator) Pfaifer Vitus, Miller Mátyás, Bardt Ádám, Vagner Simon, Bogy Péter, Stall János, Foll Antal, Ott Ádám, Pergmann Mihály, Vitaimb János (másodbíró).
A Bogdányba betelepülő németek pontos származási helye jelenleg ismeretlen, mert a falu török idők utáni első plébánosa, az Ausztriából érkezett Michael Frantz minorita atya ezt nem jegyezte le az anyakönyvbe, szemben például a visegrádi és a nagymarosi plébánossal. A ma élő leszármazottak azt feltételezik, hogy valószínűleg bajor és frank területről érkezhettek az őseik.
A folyó és a hegyek okozta természetes korlát miatt túl kevés volt a telepeseknek juttatott föld, amiből nem tudtak megélni, így sokan a kedvezmények lejárta után útra keltek új kedvezményeket keresve. Ekkor több Bogdányba érkezett német család vándorolt tovább Nagymarosra. A kezdeti nehézségek ellenére azonban a megmaradó új családok beilleszkedtek új hazájukba, szorgalmuknak és munkaszeretetüknek köszönhetően gyarapodásnak indultak.
Feljegyzésre került, hogy az új telepesek két romtemplomot is találtak, az egyikből a birtokos Zichy család segítségével részletekben 1724 és 1761 között Nepomuki Szent János tiszteletére templomot építettek maguknak. E templom helyén korábban a reformátusok megrongálódott temploma volt. A mai napig is ezen a helyen áll a katolikus templom. A másik romtemplom valószínűleg a Várad-dűlőben, az elpusztult Várad faluban állhatott, mivel ezt a területet „Pusztatemplomként” is emlegette a népnyelv.
Az addig magyar falu a németek betelepítése után magyar–német vegyes lakosságúvá vált. Feltételezhetően nagyjából fele-fele arányban lakhatták a betelepítés után a falut, mert ugyan a német telepesek száma (72 fő) magasabb, mint a magyar családfőké (31), de feltételezhető, hogy amíg a már itt lakó magyar családfők családjában több gyermek és idős is lehetett, addig az újonnan érkezett németek – a hosszú és kockázatos út, és a bizonytalan kezdet miatt – inkább csak feleségükkel, és minimális gyermeklétszámmal érkezhettek.

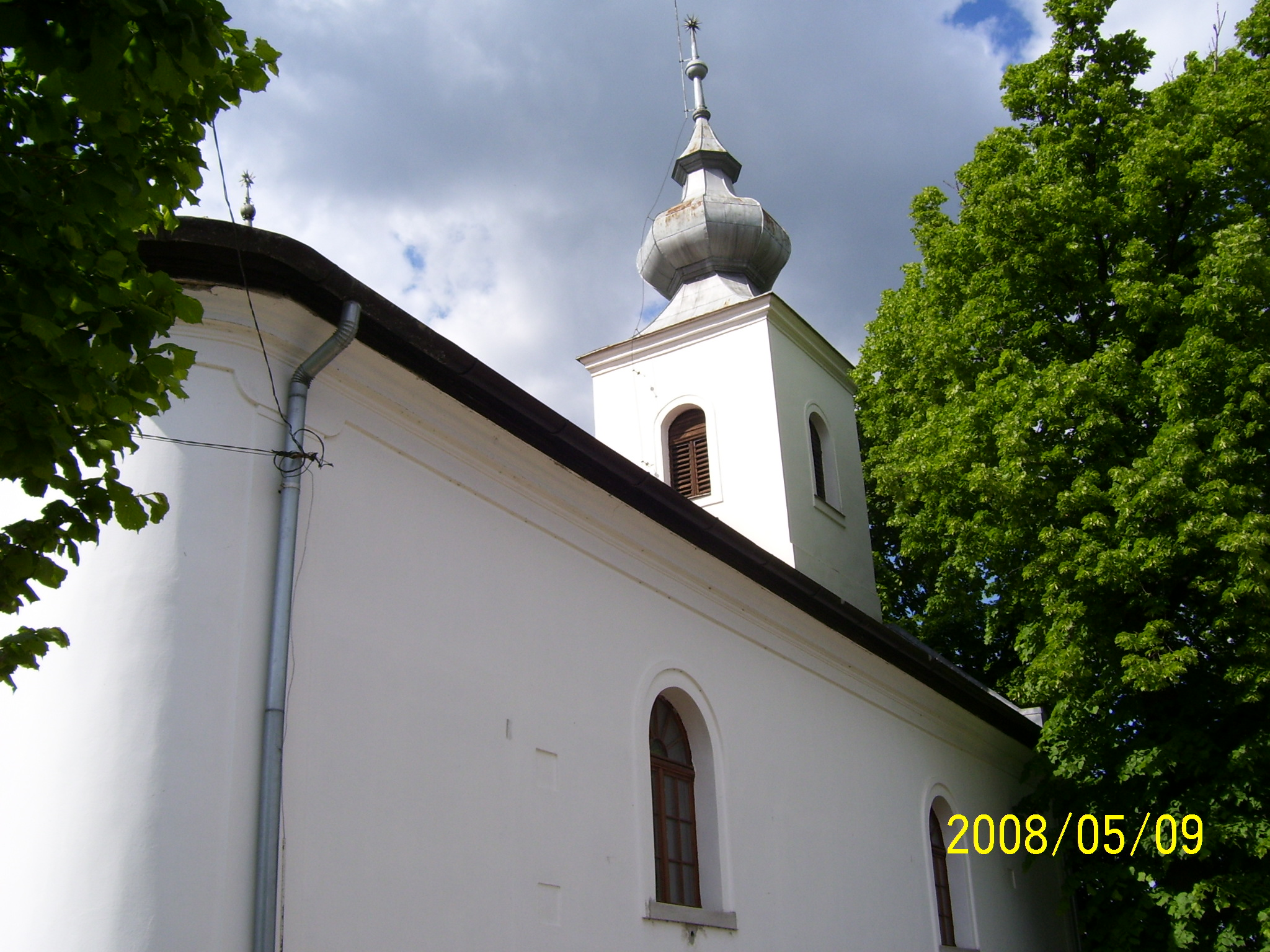
A dunabogdányi református templom kívül

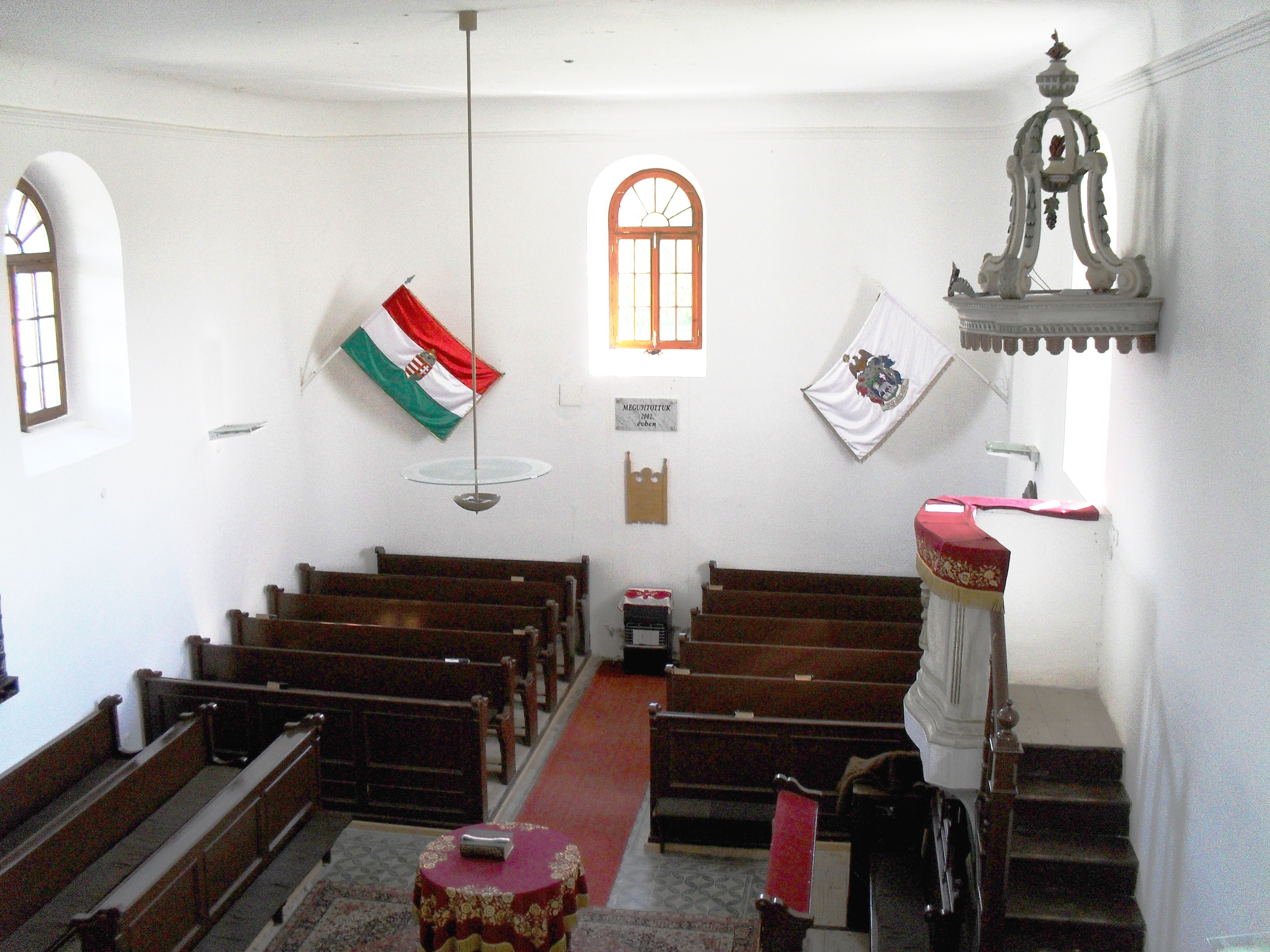
A dunabogdányi református templom belül

A katolikus németek betelepítésével hamarosan Bogdányba is beköszöntött az ellenreformáció kora. A katolikus földesúr elvette a reformátusok romossá vált templomát, és ennek helyén építették fel az új katolikus templomot a németeknek. Több más lelkiismereti kényszert is alkalmaztak a reformátusokkal szemben pl.: amikor Marosy Ferenc helyi református prédikátor meghalt, akkor Michael Franz plébános megakadályozta a temetési szertartás elvégzésében Mányoki Sámuel tótfalusi prédikátort („a már benn lévő sváb plébánus rajta ment az ő némettyeivel és mentéje gallérjánál fogva eltaszította a prédikáló helytől. Így lett vége a bogdányi ekklézsiának.”); kényszerítették a reformátusokat, hogy a katolikusokkal együtt ünnepeljék Szent Sebestyén és Szent Vendel ünnepét és a plébánosnak adjanak a miséért 1 forintot az iskolamesternek pedig 14 krajcárt; a bogdányi reformátusok csak a szomszédos Tótfaluba járhattak istentiszteletre; a gyermekeik csak katolikus iskolába járhattak, és a temetést, esketést és anyakönyvezést is a század végéig csak a katolikus plébános végezte.

### A 18. és 19. század
Gróf Zichy Miklós özvegye és Zichy Ferenc győri püspök hosszan pereskedtek az óbudai uradalomért, aminek az lett a vége, hogy 1766-ban kénytelenek voltak mindketten megállapodni Grassalkovich Antallal, aki a bécsi udvar érdekeit képviselte, hogy ellenszolgáltatás ellenében az óbudai uradalom – benne Bogdány is – újra Korona Uradalommá váljék. Így a Zichy család 1659-ben kezdődött, több mint 100 éves birtoklása után Bogdány ismét királyi birtokká vált.
Egyes vélekedések szerint 1730–39 között, más vélekedés szerint 1767-ben érkezett a német betelepülők második hulláma. A németeken kívül még kisebb számban újabb magyar családok és feltehetően egy-két tót család is érkezett ebben az időszakban. Bogdány túlnyomóan német többségű faluvá vált, ahol a német lakosság aránya a 70%-ról fokozatosan nőtt, és meghaladta a 80%-ot is. A németek többségbe kerülésével a német nyelv és kultúra vált a dominánssá, azonban a kisebbségbe került magyar lakosság, és a magyar nyelv is mindvégig folyamatosan megmaradt a faluban.
1781-ben II. József „türelmi rendelete” oldotta a kezdeti feszültséget a két felekezet és népcsoport között. Ennek köszönhetően 1802-ben már a reformátusok is templomot emelhettek maguknak. Ekkor már a békés együttélést jelzi, hogy a református templom szentelésén már sok katolikus is részt vett.

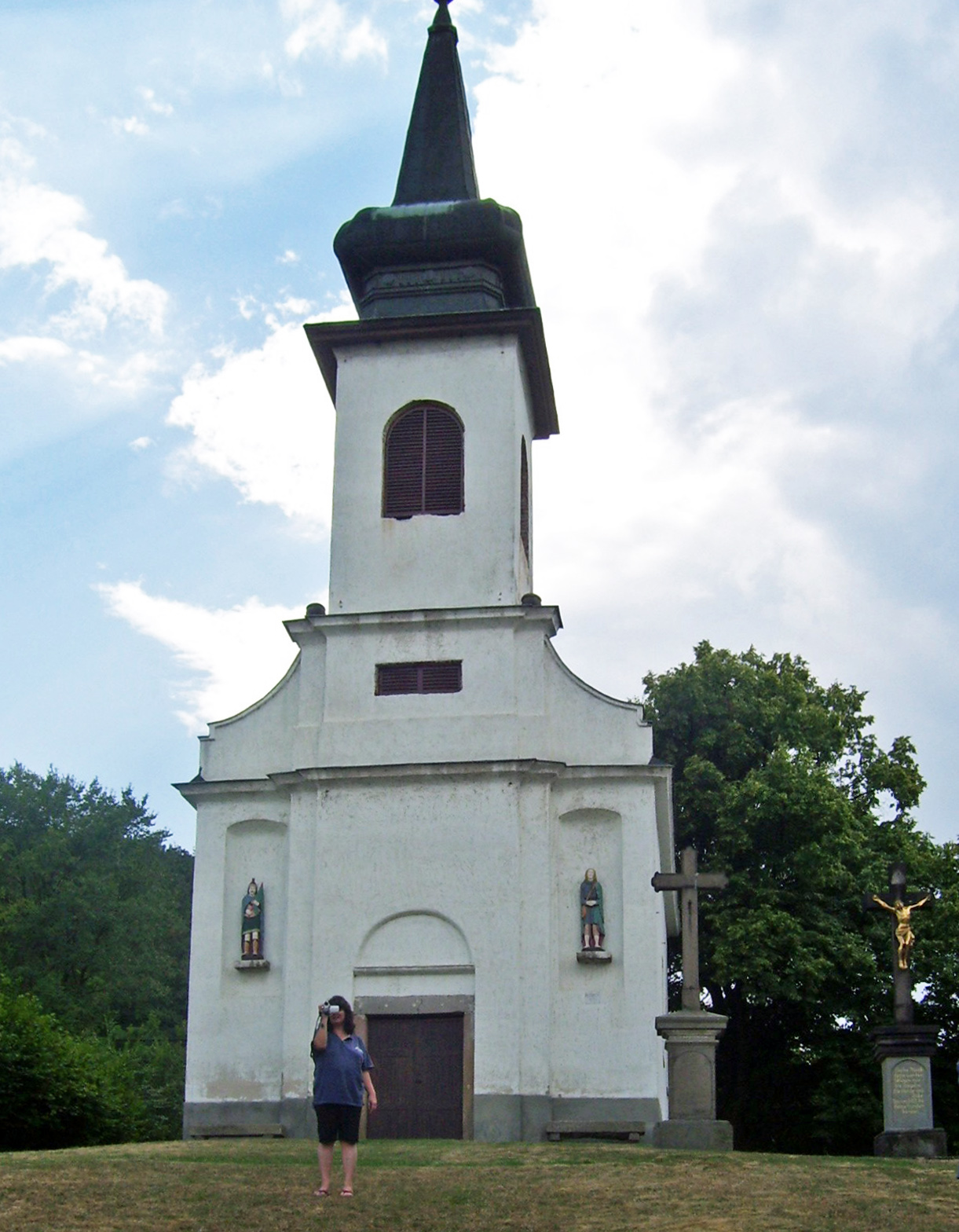
Szent Donát-kápolna

A Szent Donát-kálváriakápolnát 1827-ben kezdték építeni, és másfél év alatt készült el.
1831-ben kolerajárvány tizedelte meg a falu lakosságát.
1838-ban a nagy dunai árvíz 123 házat döntött romba. A 19. század folyamán a fentiek mellett is viszonylag sok természeti csapás érte a települést.
Az 1848–49-es forradalom és szabadságharcban Bogdány 22 nemzetőrt adott (7 német és 15 magyar). Bogdány 1848-ig maradt az Óbudai Korona Uradalom birtokában.
1845 körül megnyitották az első kőbányát, ami nagyon sokáig meghatározta a falu mindennapjait. Sok ma is látható kőkapu és kőpad dicséri a bogdányi kőfaragók keze munkáját.
1880 körül a nagy filoxérajárvány elpusztította szőlőkultúra nagy részét, viszont a gyümölcstermesztés továbbra is virágzott. A bogdányiak kofahajókon (Kaufrau – kereskedőnő) szállították a finom gyümölcsöket a budapesti és bécsi piacokra.
1883. április 5-én Szász Károly református püspök az egyházközség meglátogatásakor a bogdányi reformátusok buzgóságát és áldozatkészségét dicsérte.
1896-ban millenniumi emlékművet állított a falu.
1904-ben pedig felépült az állami iskola, ahol magyar nyelven folyt az oktatás, ezzel egy időben pedig megszűntek a katolikus és református felekezeti iskolák.

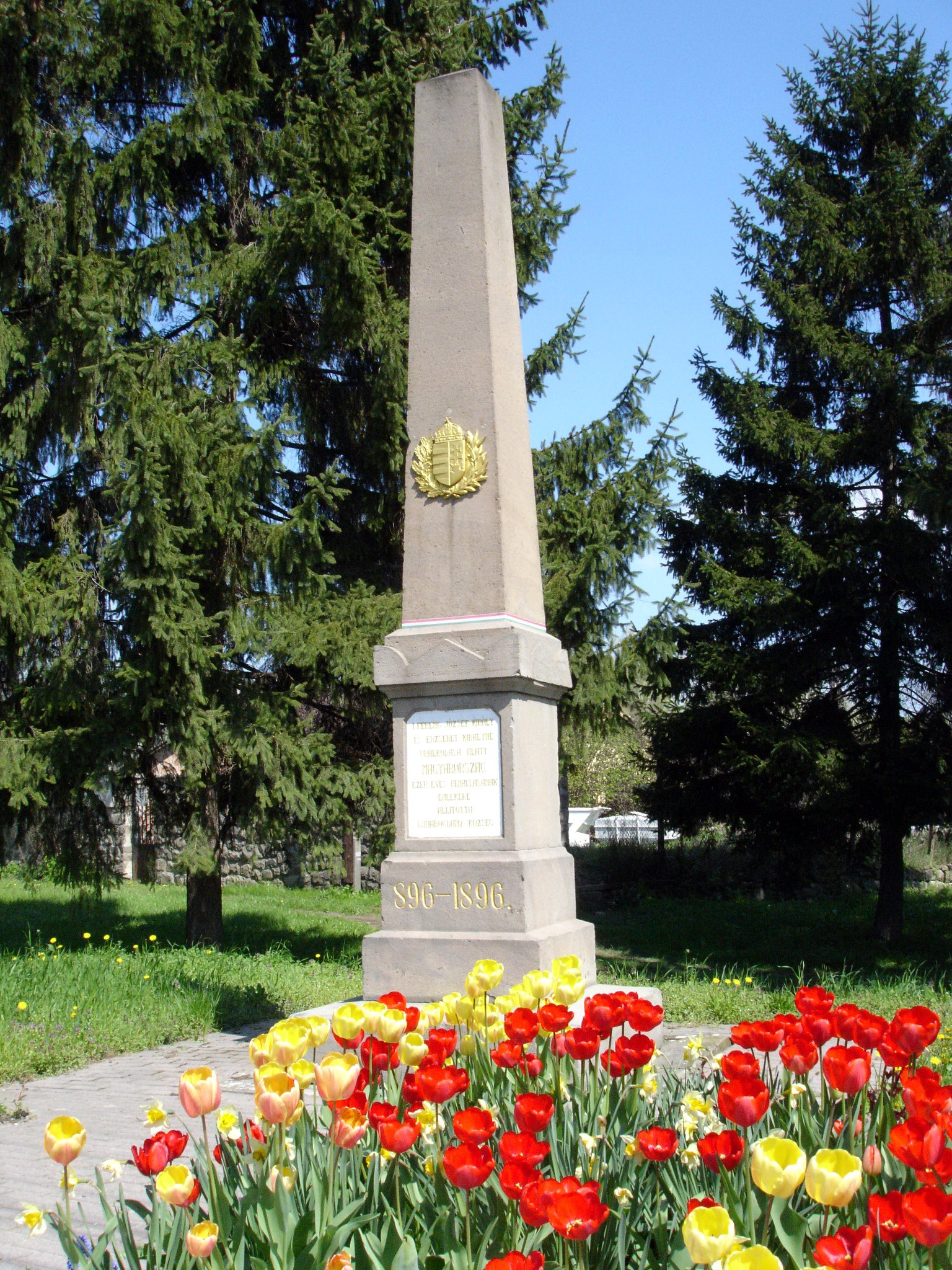
Millenniumi emlékmű

A település az előző századfordulón rendelkezett postával, távíróval, távbeszélővel és hajóállomással. A 20. század elejére a sváboknak nevezett betelepített németek legendás szorgalmukkal és alkalmazkodó készségükkel beilleszkedtek új hazájukba, s bár megőrizték a „német őshazából” hozott szokásaikat, anyanyelvüket, sokan már magyarnak vallották magukat.

### A 20. században
Az első világháborúban Dunabogdányból 526 fő vonult be, közülük 125-en hősi halált haltak. 1926-ban megemlékezést tartottak Trianon 6. évfordulója alkalmából és hősi emlékmű javára pénzt gyűjtöttek. Az emlékművet 1930-ban József főherceg avatta fel. Ez a gesztus, valamint az 1896-os millenniumi emlékmű felállítása is híven tükrözi a betelepült svábok lojalitását, Magyarországhoz való hűségét.
A régi katolikus templomot 1936-ban lebontották, és 1939–40-ben felépült a mostani Nepomuki Szent János plébániatemplom a régi helyén.
Az állam asszimilációs törekvései mellett (például kizárólagosan magyar nyelvű oktatás) a svábok beolvadását segítette elő az a folyamat is, hogy a két világháború közötti időben a lakosság már nemcsak helyben keresett megélhetést, hanem bejárt Budapestre dolgozni, vagy időlegesen – esetenként végleg – be is költözött a fővárosba. Azonban magyarosítási (asszimilációs) törekvésekre és a hitleri Németország „nagynémet” propagandájának hatására a svábok egy része a saját etnikumához való kapcsolódást állította kultúrája, nyelve és identitásőrzése centrumába. 1933–35-ben nagy volt a munkanélküliség és a 30-as évek végén sok bogdányi fiatal és középkorú sváb férfi Németországban keresett munkát, főleg Stuttgart környékén. Családjuk a fizetésükhöz csak úgy jutott hozzá, ha beléptek a Volksbundba, ami kezdetben még csak kulturális célokat szolgált, de később már a Harmadik Birodalom érdekeinek képviselője volt Magyarországon, és jelentős szerepet játszott a Waffen-SS magyarországi toborzásaiban is.
Az 1941. évi népszámlálás alkalmával a községben 2951 főből 2313 fő (78%) vallotta magát német anyanyelvűnek, 1715 fő (58%) pedig a német nemzetiséget is megjelölte, a többi magyar anyanyelvű, illetve magyar nemzetiségű volt. 1941-ben az akkori iskolavezetés és a plébános is tiltakozott a Volksbund helyi tevékenysége ellen.

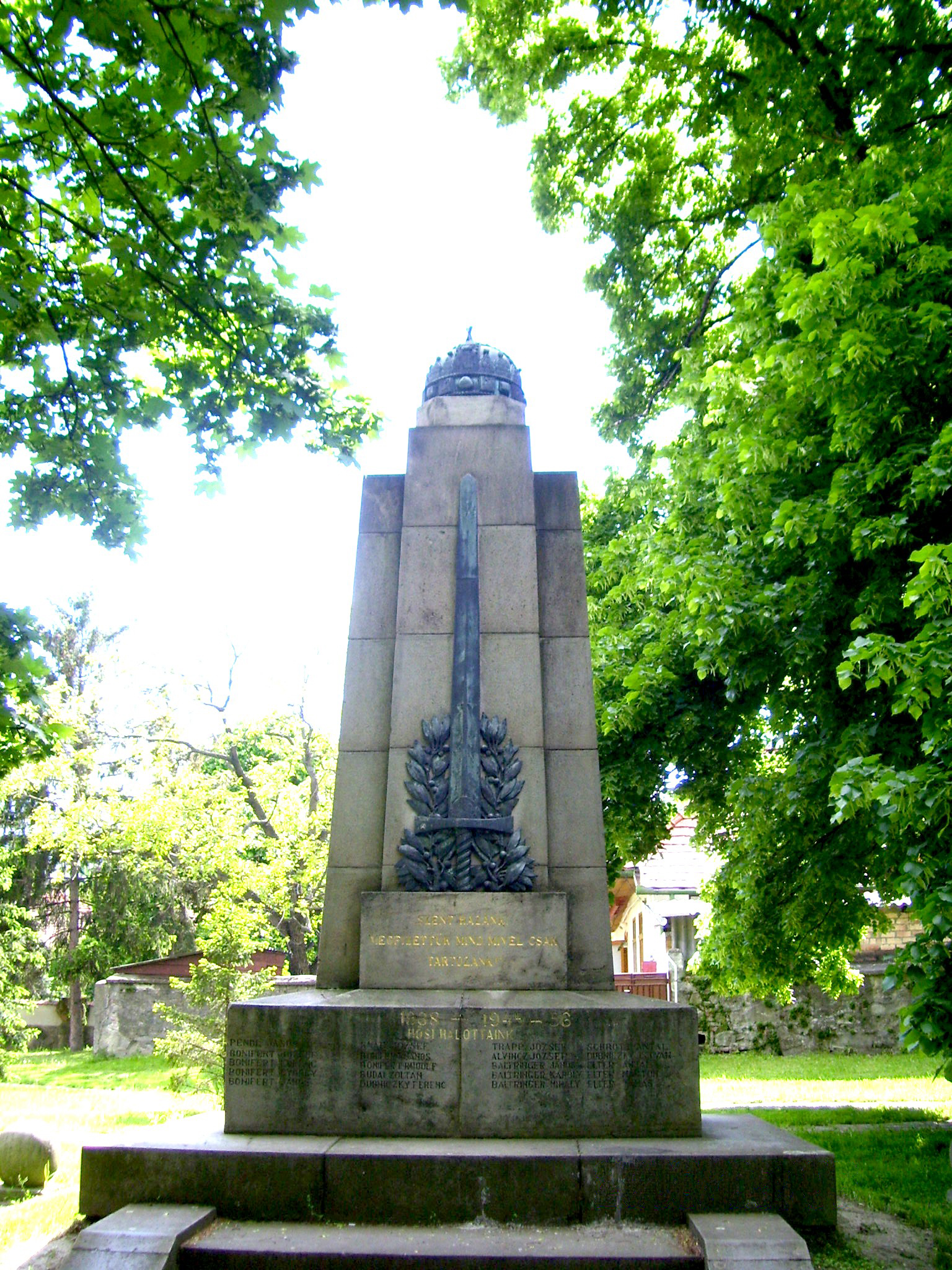
Hősi emlékmű

A második világháború alatt a dunabogdányi svábok között is voltak, akik beléptek a Volksbund szervezetébe, illetve német katonaként szolgáltak. Az 1945-ben felállt Igazoló bizottság adatai szerint 55 fő önkéntes SS katona, 153 fő kényszerített SS katona, 29 fő nyilaskeresztes párttag, 191 fő Volksbund-tag és nemzetellenes magaviseletű személy volt a faluban. A KSH adatai szerint viszont a Volksbund-tagok száma 636 fő. A számok alapján megállapítható, hogy habár jelentős számban voltak, akikre hatott a náci Németország propagandája, azért a bogdányi svábok többsége nem volt sem önkéntes SS-katona, sem volksbundista.
A vesztes háború után aztán a svábok tényleges szerepükre való tekintet és megkülönböztetés nélkül megtorlásban részesültek. 1945–46-ban sokukat – asszonyokat és csecsemőket is – hónapokra internáltak, és sokuknak a teljes vagyonát elkobozták, éppen a már említett 1941. évi népszámlálási adatok alapján. Az elkobzott házakba elkezdődött egy beköltözési folyamat – elsősorban a szomszéd településekről –, ami az 1946-os telepítésnél folytatódott. Az itt lakó svábok életét leginkább felbolydító napok 1947. augusztus 23–24-re estek, amikor teherautók jelentek meg és a kitelepítésre ítéltek csak néhány órát kaptak, hogy holmijukat összeszedjék, és örökre elhagyják szeretett szülőfalujukat. A németek kitelepítése „kollektív felelősségükre” való hivatkozással történt. A kitelepítettek száma 800-900 főre becsülhető, ami az akkori falu kb. 1/3-át jelentette. A főutcán lakó svábok közül szinte mindenkinek mennie kellett.
Ezzel párhuzamosan a csehszlovák–magyar államközi lakosságcsere keretében mintegy 200 felvidéki magyart is elhelyeztek kitelepített svábok megüresedett házaiba. A felvidékieket a csehszlovák hatóságok szintén a kollektív bűnösség ürügyén és épp olyan kegyetlen módon kényszerítették szülőföldjük elhagyására, mint a svábokat az itteni hatóságok. A felvidéki családok több helyről érkeztek: Somorjából és Zselíz környékéről, de érkeztek Pozsonyból, Komáromból, Nádszegről, Palástról, Búcsról, Bajkáról, Szőgyénből és Nagypeszekből, valamint az erdélyi Csíkszentkirályból is. A felvidékiek hátrahagyott berendezett, mindennel felszerelt házaiba szlovákokat költöztettek a csehszlovák hatóságok.
A falu XX. századi története ihlette Rozványi Dávid Éjszaka egy halott asszony ágyában c. regényét. 

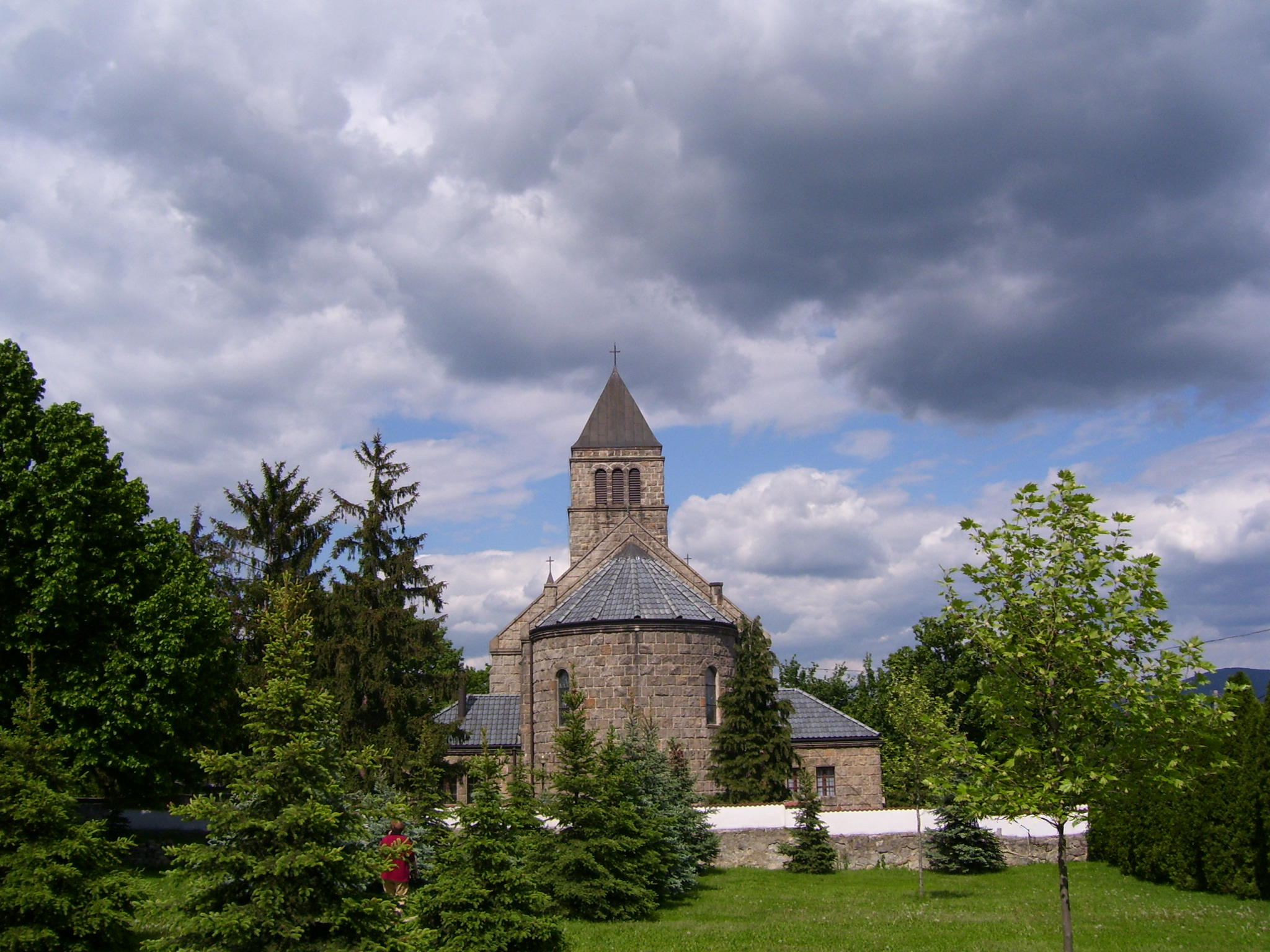
A dunabogdányi római katolikus templom kívülről

Természetes, hogy a kitelepített svábok, az itthon maradt svábok és az elszakított országrészekről ide telepített magyarok is nagy megrázkódtatásként élték át ezt a rendkívül tragikus időszakot, mert külső kényszer hatására változott meg drámaian az életük. A szomszéd településekről, illetve belföldről érkező 'telepesek' viszont önkéntesen érkeztek. A falu társadalma újra drasztikusan átalakult. A tehetősebb sváb paraszti réteg eltűnt a faluból, mivel főleg azokat telepítették ki, akiknek nagy házuk volt. A svábok lélekszáma jelentősen csökkent, a magyaroké növekedett. Az új helyzet kezdetben konfliktusokat is okozott.
A falura jellemző erős közösségi tudat és az egyházakhoz való ragaszkodás még az 50-es években sem tört meg. Az 1956/57-es tanévben a diákok 80%-a volt hittanos, és Kölley György atya titkos cserkész táborokat szervezett. Később, 1961-ben az ÁVH el is hurcolta és 3 év börtönt kapott. A hatóságok 1951–1956 között Kisberk Imre székesfehérvári segédpüspököt is Dunabogdányba száműzték.
Az 1956-os forradalomban a falu élelmiszerszállítmányokkal segítette az éhező budapesti lakosságot és a kórházakat. Nagyon kevesen menekültek külföldre az 56-os emigrációs hullámban, pedig a kitelepítés miatt sokaknak voltak rokonaik Nyugaton, főleg az NSZK-ban és Ausztriában. 1958-ban dr. Éber Gyula helyi kántort elhurcolta az ÁVH, mert az 1956. évi halottak napi beszédében a forradalmat méltatta; 1,5 évet kapott érte.
Az 1960-as években felgyorsult a svábok – elsősorban nyelvi – asszimilációja, mert egyrészt az itthon maradottak közül sokan féltek nyilvános helyen svábul beszélni, másrészt a korábbi erősen zárt közösség is kezdett nyitottabbá válni. A főváros és a közeli városok szívóereje több családot is magához vonzott. Az ingázók száma is erősen megnövekedett a közlekedés fejlődése és a városi munkahelyek óriási kínálata következtében. Ennek következtében egyre gyakoribbakká váltak a vegyes-, illetve a falun kívülről választott házastársakkal kötött házasságok is. Ugyanakkor a vallásukhoz és hagyományaikhoz ragaszkodó bogdányi svábok továbbra is erős közösséget alkottak, s a 20. század második felének eseményei a közösségi tudat szintjén egyfajta disszimilációs folyamatot is elindítottak.
Az itt maradottak számára a bánya jelentette továbbra is a legfőbb megélhetési lehetőséget. A bányát a 60-as években – az 1963-as dunaújvárosi partszakadás után – a megnőtt kőigény miatt, fokozatosan gépesíteni, fejleszteni kezdték. A bányaművelést, kőkitermelést a legintenzívebben az 1980-as években zöld utat kapott Bős-nagymarosi vízlépcső előkészítő munkálatai idején végezték.
1981 és 1986 között Orosz István és felesége dunabogdányi házukban titokban nyomtatták a Beszélő című szamizdat újságot.
A település közösségi életének fontos színhelyei: a két templom, a művelődési ház, a focipálya, a Duna-part, az Óvoda, és az Általános iskola és Zeneiskola. Ez utóbbiban nem csupán a bogdányi, de a környékbeli települések fiataljainak jelentős része is zenei tanulmányokat folytat. A régi hagyományokra visszatekintő fúvószenekarok mellett, ma már vonós, billentyűs és modern, gitáros zenekarok is működnek a helyi művelődési házban, valamint egyházi énekkar is működik a faluban. Az alig több mint 3000 fős település egyedülálló módon egy teljes szimfonikus zenekart képes kiállítani a faluban élő profi és amatőr zenészekből és énekesekből. A községben nagyon aktív és széles körű kulturális élet folyik.

## Bírói, tanácselnökei, polgármesterei

### Bírói (hiányos)
- 1661: Gönczöl Simon
- 1703: Bartos János
- 1720: Kosztány János
- 1725: Füstös István magyar bíró, és Hiutl János Jakab sváb bíró
- 1896: Schilling Péter
- 1901: Spáth János

### Tanácselnökei (hiányos)
- 1956 előtt: nincs adat
- 1956-1974: Rudolf József
- 1974-1976: Vass Dezső
- 1976-1985: Varga József
- 1985-1990: Horváth Imre

### Polgármesterei
- 1990–1994: Horváth Imre (független)[41]
- 1994–1998: Schuszter József (független)[42]
- 1998–2002: Schuszter József (független)[43]
- 2002–2006: Schuszter József (független)[44]
- 2006–2010: Schuszter József (független)[45]
- 2010–2014: Pályi Gyula János (Fidesz)[46]
- 2014–2019: Schuszter Gergely (független)[47]
- 2019–2024: Schuszter Gergely (független)[48]
- 2024– : Liebhardt András (független)[1]

| Név               | Párt      | Terminus  | Megjegyzés / Források             |
| ----------------- | --------- | --------- | --------------------------------- |
| Liebhardt András  | független | 2024–     | A 2024-es választási eredmények:  |
| Schuszter Gergely | független | 2014–2024 | A 2019-es választási eredmények:  |
| Schuszter Gergely | független | 2014–2024 | A 2014-es választási eredmények:  |
| Pályi Gyula János | Fidesz    | 2010–2014 | A 2010-es választási eredmények:  |
| Schuszter József  | független | 1994–2010 | A 2006-os választási eredmények:  |
| Schuszter József  | független | 1994–2010 | A 2002-es választási eredmények:  |
| Schuszter József  | független | 1994–2010 | Az 1998-as választási eredmények: |
| Schuszter József  | független | 1994–2010 | Az 1994-es választási eredmények: |
| Horváth Imre      | független | 1990–1994 | Az 1990-es választási eredmények: |

## Népesség
A település lélekszáma 2011-ben 3200 fő volt. A 2001. évi népszámlálás szerint a falu lakóinak nemzetiségi kötődése: 93% magyar, 24,4% német(sváb), 0,8% egyéb, 6,9% ismeretlen, nem válaszolt. A bogdányi svábokra jellemző a német–magyar kettős identitás, amivel külön könyv is foglalkozik. Ez magyarázza, hogy a százalékos értékek összege jóval magasabb mint 100%.
A falu lakosságának összetétele többrétegű. Főbb csoportok, amelyek jórészt összemosódtak: őslakos magyarok, svábok (1723 óta), felvidéki magyarok (1947 óta), a fővárosból az agglomerációba kiköltöző családok (~1990 óta).
| Lakosok száma | 3113 | 3086 | 3103 | 3150 | 3327 | 3315 | 3282 |
|               | 2013 | 2014 | 2018 | 2021 | 2022 | 2023 | 2024 |

A 2011-es népszámlálás során a lakosok 89,3%-a magyarnak, 26,7% németnek, 0,8% románnak, 0,5% cigánynak, 0,2% szerbnek mondta magát (10,6% nem nyilatkozott; a kettős identitások miatt a végösszeg nagyobb lehet 100%-nál). A vallási megoszlás a következő volt: római katolikus 62,8%, református 10,3%, evangélikus 0,7%, görögkatolikus 0,4%, felekezeten kívüli 7,4% (17,4% nem nyilatkozott).
2022-ben a lakosság 89,4%-a vallotta magát magyarnak, 17,9% németnek, 0,3% cigánynak, 0,3% románnak, 0,2-0,2% szlováknak, ukránnak és szerbnek, 0,1-0,1% görögnek és horvátnak, 3% egyéb, nem hazai nemzetiségűnek (10,3% nem nyilatkozott; a kettős identitások miatt a végösszeg nagyobb lehet 100%-nál). Vallásuk szerint 45,8% volt római katolikus, 8,6% református, 0,8% görög katolikus, 0,5% evangélikus, 0,2% ortodox, 0,7% egyéb keresztény, 0,7% egyéb katolikus, 9,9% felekezeten kívüli (32,7% nem válaszolt).
Régi magyarok: Már az 1546. és 1559. évi török összeírásokban több mint 40 különböző magyar családnevű családfő került összeírásra Bogdánban és az akkor még lakott Váradon (ma Váradok-dűlő). Nagyrészük a török kor alatt, 1580 körül a reformáció hatására áttért a református hitre. A falu zömmel református magyar lakossága túlélte a török kort, így ők tekinthetők a lakosság legrégebbi ismert rétegének, de viszonylag csekély lélekszámmal. A svábok betelepítése utáni első, 1725-ös összeírásban 31 régi magyar családfő neve szerepel. A 20. században első felében is mintegy 160 főt tett ki ez a közösség. Az 1700-as évektől már római katolikus magyar lakosság jelenléte is kimutatható.

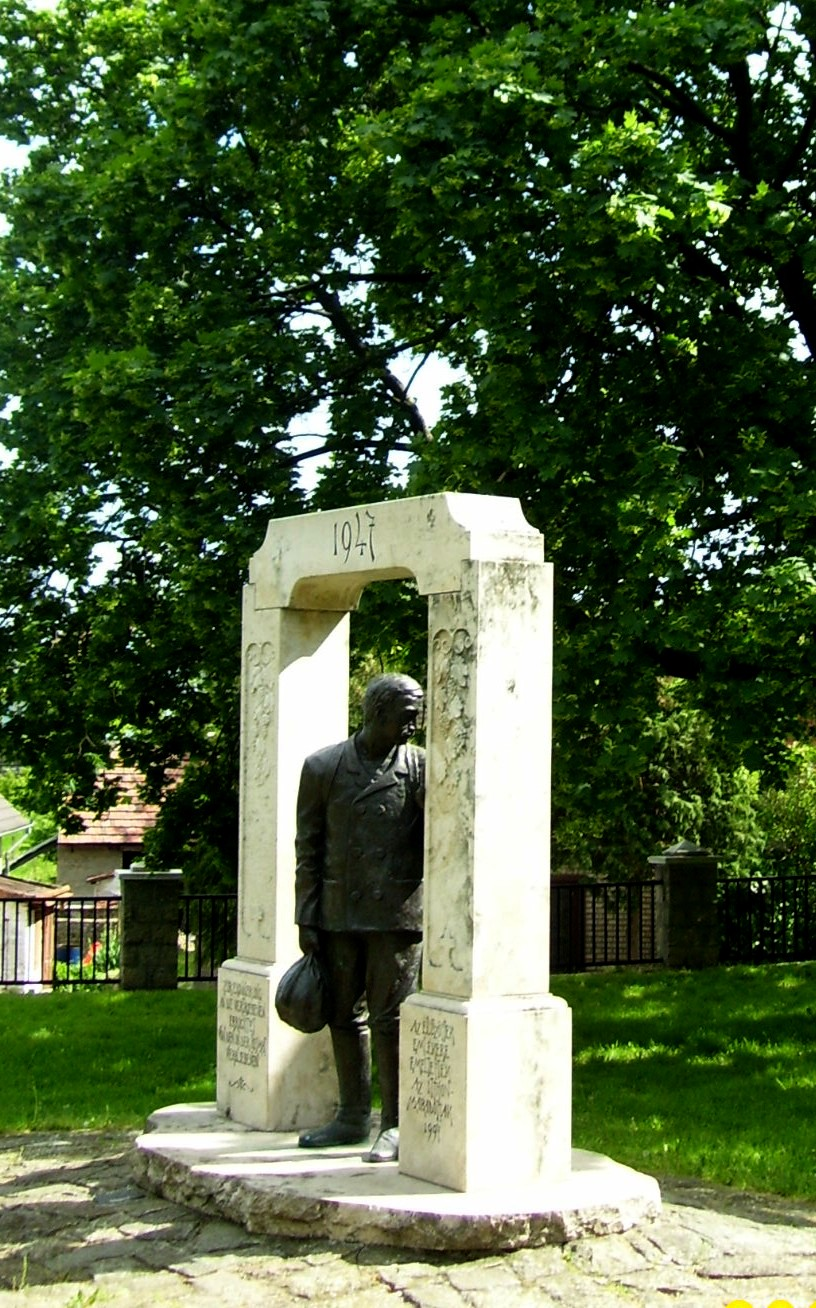
A sváb kitelepítési emlékmű

Svábok/németek: A svábok első betelepítése 1723-ban történt, mind római katolikus felekezetűek. A 18. század második felétől – nagyjából két évszázadon át – a 20. század második feléig ők alkották a falu lakosságának többségét. Az 1941. évi népszámlálás alkalmával a községben 2951 főből 2313 fő (78%) vallotta magát német anyanyelvűnek, 1715 fő (58%) pedig a német nemzetiséget is megjelölte. A második világháború után, 1947-ben kb. 8-900 főt kitelepítettek közülük.
A községben német kisebbségi önkormányzat működik. A 2001. évi népszámláláskor a lakosság 24%-a vallotta magát német nemzetiségűnek. A helyi sváb dialektust ma már szinte csak az idősek (60 felett) beszélik. Ennek ellenére a sváb hagyományok továbbra is virágoznak a településen. A közösségi élet aktív. Az óvodai és általános iskolai német nemzetiségi oktatásnak köszönhetően viszonylag sokan beszélik valamilyen szinten az irodalmi német nyelvet. Aktív és gyümölcsöző testvérvárosi viszony van a németországi Leutenbach településsel. A katolikus templomban havonta német nyelvű mise van. Külön említésre méltóak a falu sváb fúvószenei hagyományai is.

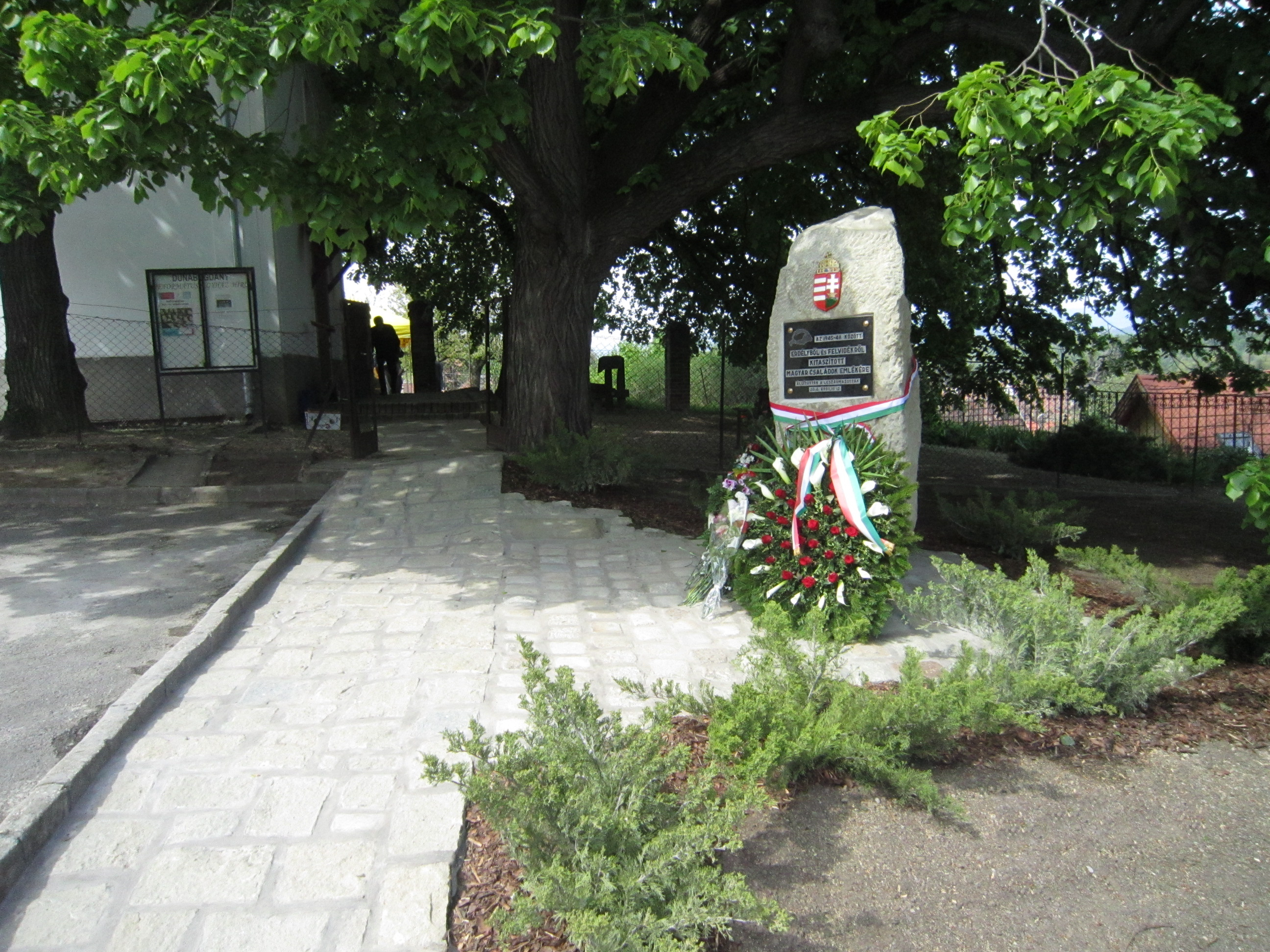
A Felvidékről és Erdélyből elűzött, és Dunabogdányba került családok emlékműve

Felvidékiek:A második világháború után a csehszlovák-magyar államközi lakosságcsere keretében mintegy 200 felvidéki magyart is elhelyeztek kitelepített svábok megüresedett házaiban. Ők vallásilag nagyjából fele-fele részben voltak katolikusok és reformátusok. A felvidékieket a csehszlovák hatóságok szintén a kollektív bűnösség ürügyén és épp olyan kegyetlen módon kényszerítették szülőföldjük elhagyására, mint a svábokat az itteni hatóságok. A felvidéki családok több helyről érkeztek: legtöbben Somorjából és Zselíz környékéről, de érkeztek Pozsonyból, Komáromból, Nádszegről, Palástról, Búcsról, Bajkáról, Szőgyénből és Nagypeszekből, valamint az erdélyi Csíkszentkirályból is.
A közösséget a Dunabogdányi Esterházy János Társaság szervezi és fogja össze.
Újabb beköltözők: Mivel a település Budapest északi agglomerációjának a peremén helyezkedik el, ezért – a többi agglomerációs településhez hasonlóan – itt is számottevő a rendszerváltás óta beköltözők száma, de ez más hasonló településektől eltérően itt alig növelte a település összlélekszámát. Ennek oka, hogy a Bogonhát lakópark kivételével nem létesültek lakóparkok, új településrészek.

## Oktatás, művelődés
- Dunabogdányi Óvoda – Német nemzetiségi óvoda[55]
- Dunabogdányi Általános Iskola és Alapfokú Művészeti Iskola, németül: Bogdaner Grund- und Hauptschule und Kunstschule[56]
- Művelődési ház és könyvtár[57]

## Gazdaság
- Kőbánya – Basaltker Építőanyag Kereskedelmi Kft. (www.basalt.hu)
- Beton készelemgyártás-PUSCHO Kft (https://web.archive.org/web/20100514183542/http://www.puscho.hu/keszelem.html)
- Borda húsfeldolgozó (www.bordahusfeldolgozo.hu)
- Heim sütöde (www.heimsutode.hu)

## Tömegközlekedése
A települést autóbusszal lehet megközelíteni. A települést érintő járatok Szentendre, autóbusz-állomás vagy Budapest, Újpest-Városkapu autóbusz-állomás felől indulnak, járatszámaik: 880, 882, 883, 884 (Dunabogdány, községháza autóbusz-fordulóig közlekedik), 889.

## Szolgáltatás
- MBH bankfiók, Bank&ATM (Hajó u. 3.)
- Benzinkút – OMV
- Posta (Kossuth Lajos út 57.)
- Coop Szupermarket (Kossuth Lajos út 130.)
- Goods Market (Kossuth Lajos út 56.)
- Borda húsbolt (Kossuth Lajos út 40.)
- Rókus gyógyszertár (Kossuth Lajos út 94.)
- Heim Sütöde (Hajó u. 1.)
- PART hajótárolás és sólyázás (Strand u.)
- Autókozmetika (Kossuth Lajos út 210.)

## Idegenforgalom

### Vendéglátás
- Forgó étterem és söröző (Strand u. 2.)(www.forgoetterem.hu)
- Pisztrángos (Kossuth L. u. 127.)
- PART büfé (Strand utca 1. (https://maps.app.goo.gl/tUis2oMsVkFuqH6d6) Büfé grill ételekkel és frissensültekkel, hajótárolóval )
- Szúnyog büfé (a strandnál)
- Gondűző büfé (a kisoroszi révnél)

### Szállás
- Szállások (a község hivatalos honlapján)
- JEKA Sebestyén (Kossuth Lajos u. 4.)
- Kemping (Kossuth L. u. 101., bejárat a strand felől)

### Szabadidő, sport
- Helytörténeti múzeum (Kossuth L. u. 93., előzetes bejelentkezés: 06-26/391-045)
- Dunaparti szabadstrand
- Dunabogdányi vízisport egyesület a strandnál(kikötő, sólyázás, csónakbérlés)(www.yachtlap.hu/kikotes_tarolas/11)
- PART Dunabogdány (Hajótárolás motorcsónakoknak,evezős hajóknak,sólyázás (https://maps.app.goo.gl/tUis2oMsVkFuqH6d6)
- Evezésszervezés (www.evezek.hu)
- Sétarepülés (www.flytandem.hu)
- Stampok szabadidőpark és lovastanya(www.stampokpark.hu)
- Kerékpárút (kb. 4 km, a csatlakozások egyelőre hiányoznak)
- Sportpálya (futballpálya, salakpálya, teniszpálya)
- Tornacsarnok, műanyag burkolatos többfunkciós sportpálya, szabadtéri sportpark az iskola udvarán

## Látnivalók, nevezetességek
- Nepomuki Szent János-szobor – Szent János tér (a talapzaton 1527 szerepel, de a mai szobor 1770 körül készülhetett).
- Szent Rókus-kápolna – Kossuth L. u. 127. (1701)
- Öreg hársfa – Katolikus templomtér (1770 körül; törzsének kerülete: 340 cm (2010))
- Fábián-Sebestyén-kápolna – Kossuth L. u. 7. (1800)
- Református templom – Hunyadi u. 1. (1802)[58]
- Szent Donát-kálvária – Kálvária u. vége (kápolna 1829, stációk 1875)
- Millenniumi emlékmű – Kossuth L. u. 7. (1896)

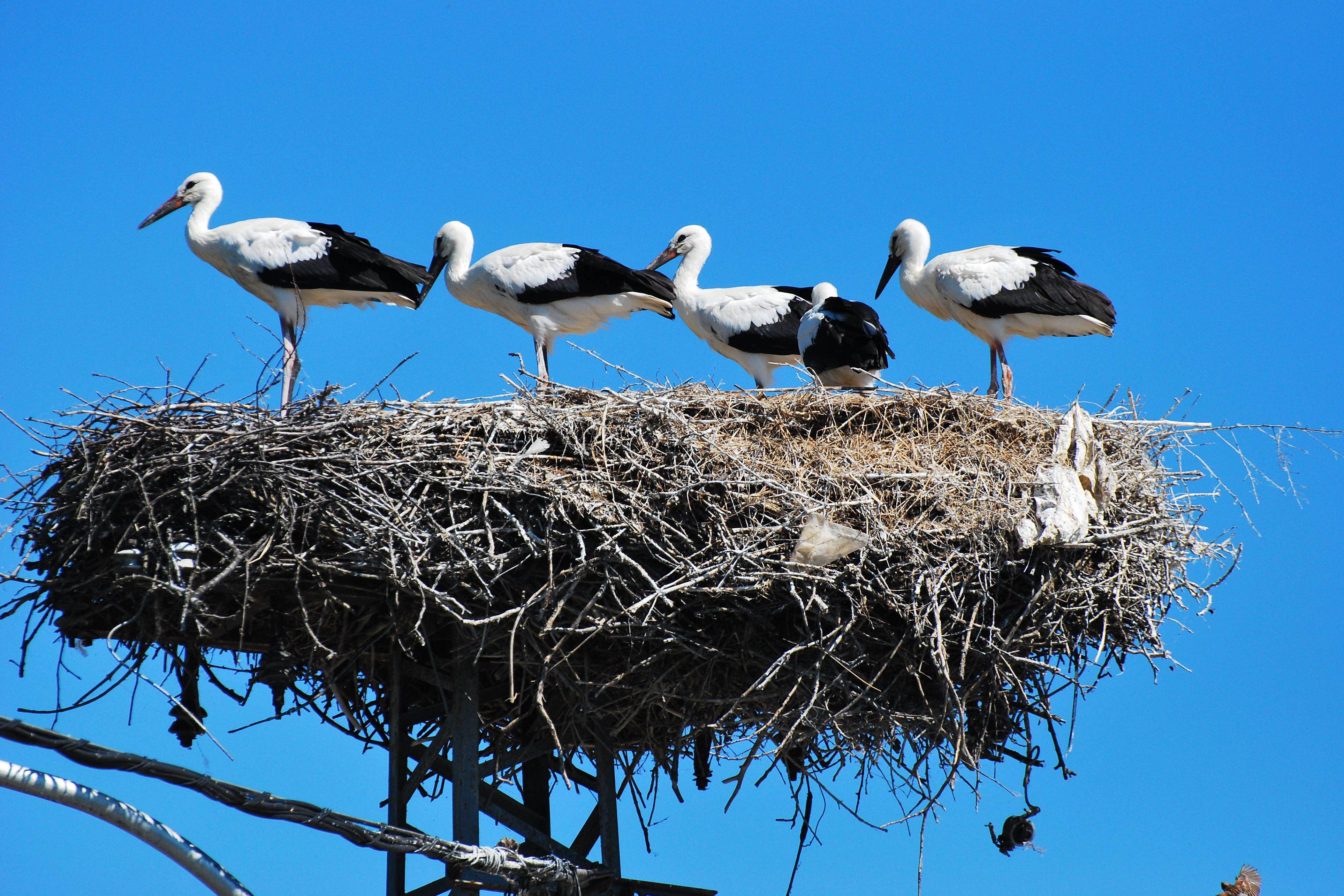
Fehér gólyák Dunabogdányban 2011 júliusában

- Hősök emlékműve – Katolikus templomtér (1926)
- Római katolikus templom (1939/40.)[59]
- Az 1947-es sváb kitelepítés emlékműve – Katolikus templomtér (Kovács Jenő, 1997)
- 1956-os kopjafa – Katolikus templomtér (2006)
- 1945–48 között a Felvidékről elűzöttek emlékműve – Református templomtér (2014)
- Faragott kőkapuk, kőpadok
- Bogdányi dinka szőlőfajta
- Gólyafészek
- Gazdag zenekultúra
- Kőbánya

## Civil szervezetek
- Fiatalok a kultúráért közhasznú egyesület – FAKULT (www.fakult.hu)
- Figyelj Rám! KHE (www.figyeljramegyesulet.hu)
- Dunabogdányi hegylakók egyesülete ([./Https://dunabogdanyihe.hu/ Archiválva 2020. augusztus 10-i dátummal a Wayback Machine-ben www.dunabogdanyihe.hu])
- Dunabogdány Vízisport Közhasznú Egyesület (www.yachtlap.hu/kikotes_tarolas/11)
- Nyugdíjasklub
- Kertbarátok
- Dunabogdányi Óvodáért Alapítvány
- Bogonhát Természetvédelmi Egyesület (FB oldala)
- Dunabogdányi Iskoláért Alapítvány

## Egyházak
A település ~72%-a római katolikusnak, 13%-a pedig reformátusnak vallotta magát 2001-ben.
- Dunabogdányi Nepomuki Szent János plébánia (Plébánia u. 17.)
- Dunabogdányi Református Egyházközség (Hunyadi u. 1.)

## Itt született
- Hock Bertalan (oboaművész)
- Hock Ferenc festőművész
- Kristóf János festőművész

## A településhez kötődő személyek
- Áprily Lajos költő, a helyi református gyülekezet tagja
- Kammerer Zoltán olimpiai és világbajnok kajakozó, családi kötődés révén tiszteletbeli polgár
- Kölley György katolikus pap és cserkészvezető

## Kőbánya
Koch Antal: A dunai trachitcsoport jobbparti részének leírása
„A kőbánya, vagyis a Csódi-hegy a Duna kanyarulatánál Váccal szemben, a falutól DK-re fekszik. Félgömb alakú, 175-180 m-es kiemelkedés. A különálló alakját keletkezésének köszönheti, mert ez a hegy nem más, mint egy „félbemaradt vulkán”. A mélyből felfelé törő magma nem rendelkezett elég energiával ahhoz, hogy áttörje a szilárd kérget, így csak megemelte azt, és az energiát vesztett izzó, folyó magma fokozatosan lehűlve egy andezitlencseként megszilárdult. A hegy kőzete nagy nyomó és törőszilárdságú biotit andezit, néhol biotit anfibol andezit. Az ország egyik legjobb minőségű andezitje.”
A hegy maga egy lakkolit, az eredeti üledékes kőzetbe alulról magma nyomult, de nem tudta áttörni, csak feljebb nyomta, így egy jellegzetes cipó formájú kupola képződött, a határán megperzselte az eredeti kőzetet, így az átalakuláson ment át. Az anyaga dácit, korábban andezitnek tartották.
A bányában többféle követ faragnak, amelyeket hidak, járdák kövezésére, burkolásra és járdaszegélyek kiképzésére használnak fel, főképp Budapesten. A kőfaragás is meghonosodott. Dunabogdány és Tahitótfalu utcáiban a sok kőkapu és kőpad bogdányi mesterek keze alól került ki.
Ásványgyűjtők között híres lelőhely az itt található zeolitokról, ezek: sztilbit, kabazit, analcim. Gyakori még a kalcit, ezen kívül előfordul pirit, goethit és hematit. Kőzetalkotó ásványai: földpátok, biotit, amfibol, ritkábban gránátok.

## Testvértelepülései
- Leutenbach (Németország)
- Nyírbogdány (Magyarország)[60]